# José Gregorio de Lezama
José Gregorio de Lezama o bien Gregorio Lezama, menos conocido por su mote: Goyo Lezama y nacido como José Gregorio de Lezama y Quiñones (Salta, 1802–Buenos Aires, 23 de julio de 1889), era un comerciante agropecuario, hacendado, empresario, político, mecenas y filántropo argentino, descendiente de hidalgos coloniales. Una vez radicado en la ciudad de Buenos Aires llegaría a ser poseedor de una gran fortuna, lo cual le permitiría hacerse propietario de varias estancias, figurar en diversas empresas mercantiles argentinas, españolas, inglesas y francesas, relacionarse cordialmente con diferentes políticos de turno como Rosas, Urquiza, Mitre y el uruguayo Flores, entre otros, además de gozar de gran prestigio socio-económico y poseer diversos bienes, como la «Quinta de los Ingleses» que compró en 1857 y que inmediatamente se trasformaría en la tan famosa «Quinta de Lezama» que amplió y embelleció, tanto en el terreno que hiciera construir hermosos senderos rodeados de plantas ornamentales exóticas, columnas con estatuas y un templete griego, además de poseer un zoológico privado, como con su casona a la que transformara en una hermosa mansión de arquitectura italianizante, y en donde residiría hasta sus últimos días.
Entre otras obras, quince años antes de su fallecimiento, Lezama había cedido en 1874 tierras para la extensión de vías férreas y además donó terrenos para la estación de ferrocarril que pudiera servir como capital del nuevo «partido de Viedma» —o bien, Biedma— en 1876 pero dos décadas después, al no alcanzar un número suficiente de población, fue nuevamente anexado por decreto al norteño partido de Chascomús, el 22 de diciembre de 1894. Más de un siglo después, el fallido partido integrado en el de Chascomús, lograría la independencia de su distrito que haciéndole honor a su buen nombre lo llamaron partido de Lezama, por la Ley Provincial sancionada el 22 de diciembre de 2009 por la Cámara de Diputados, al igual que a su centro administrativo que se llamaba «Pueblo y Colonia de Manuel J. Cobo», cambiándosele por el de Lezama.

## Biografía hasta la participación en el Éxodo Jujeño

### Origen familiar y primeros años
José Gregorio de Lezama había nacido en el año 1802, en la ciudad de Salta de la entonces intendencia de Salta del Tucumán que formaba parte del Virreinato del Río de la Plata, siendo descendiente paterno de españoles peninsulares oriundos del Señorío de Vizcaya y por parte de madre de hispanos coloniales de ascendencia gallega, castellana y extremeña, siendo estos dos últimos orígenes, de primeros pobladores de la antigua gobernación del Tucumán que formaba parte del entonces gran Virreinato del Perú.

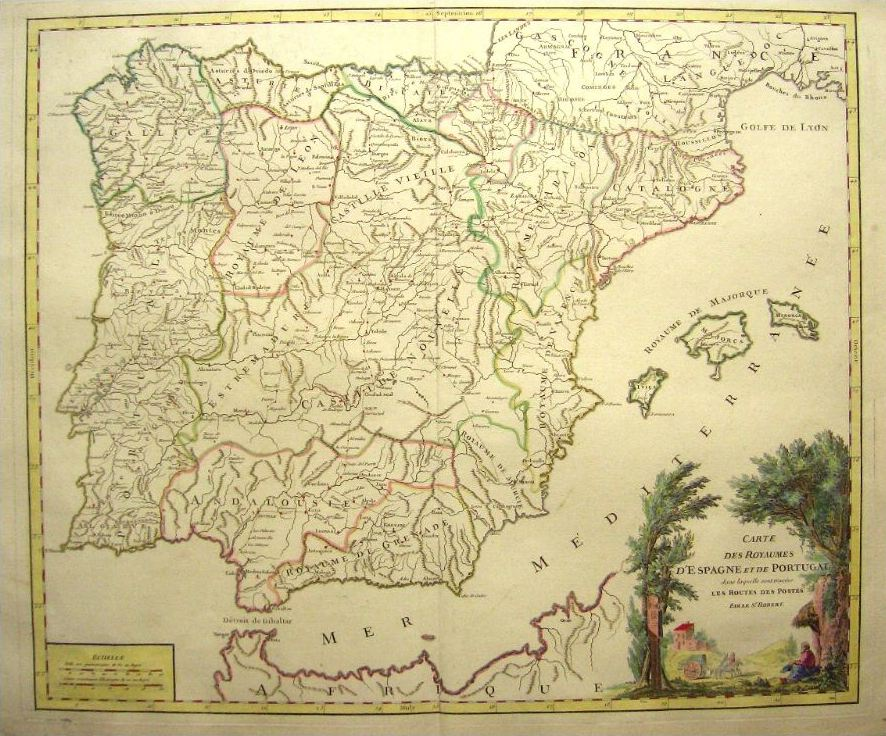
Reino de España con el Señorío de Vizcaya (del actual País Vasco). Mapa de 1770.

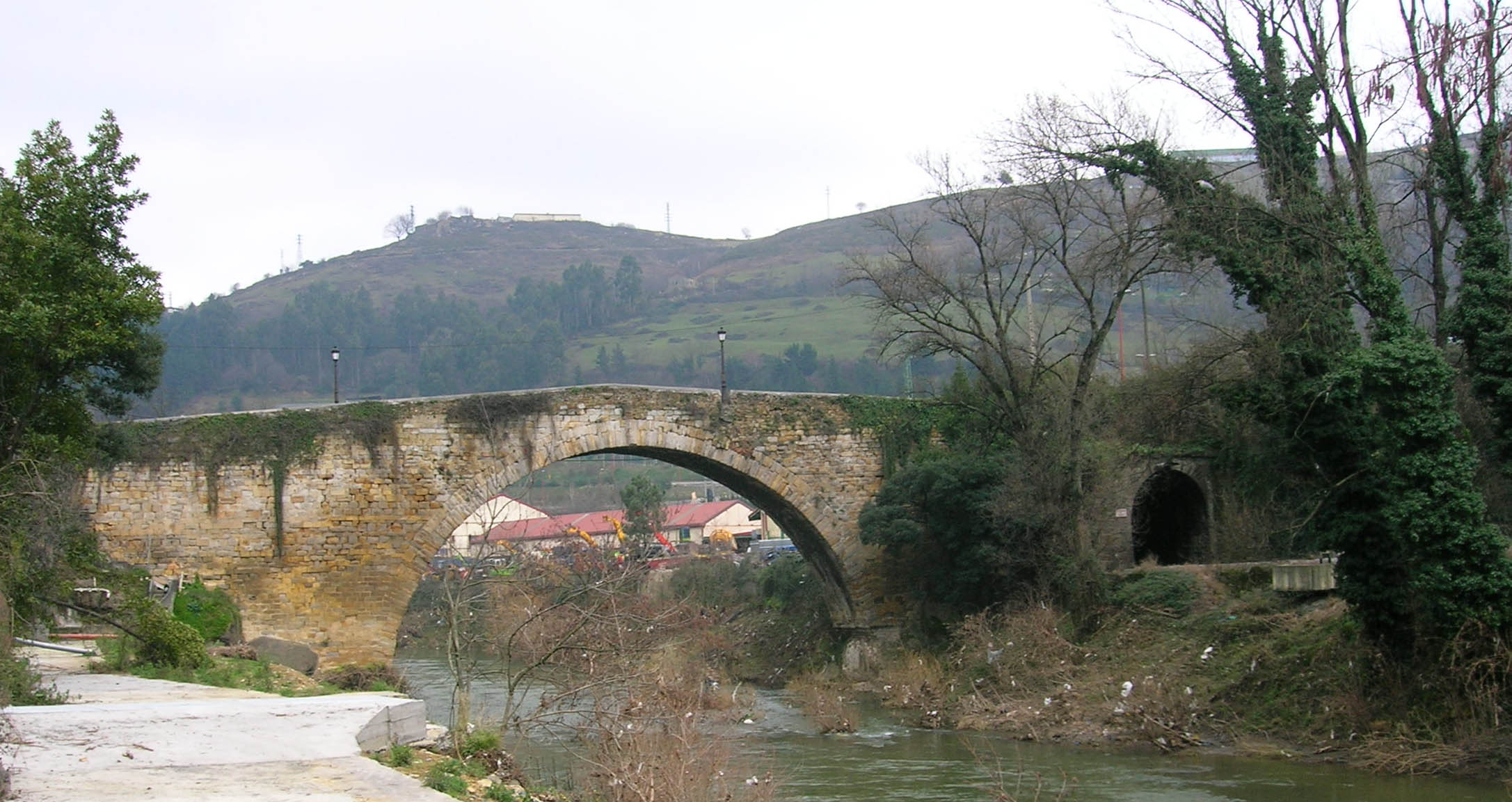
Puente de Castrejana sobre el río Cadagua, por donde pasa el Camino de Santiago, construido hacia 1436 y que hasta el siglo XIX formara parte del Camino Real que unía Baracaldo y Bilbao.

Su padre era el hidalgo vasco-español Francisco Asensio de Lezama y de la Torre quien fuera militar y cabildante colonial de Salta que fue alférez real en 1802 y desde el mismo año, con los cargos de regidor electivo, alcalde ordinario de segundo voto en 1804 y por último, el de juez de vigilancia.

Virreinato del Río de la Plata en 1783.

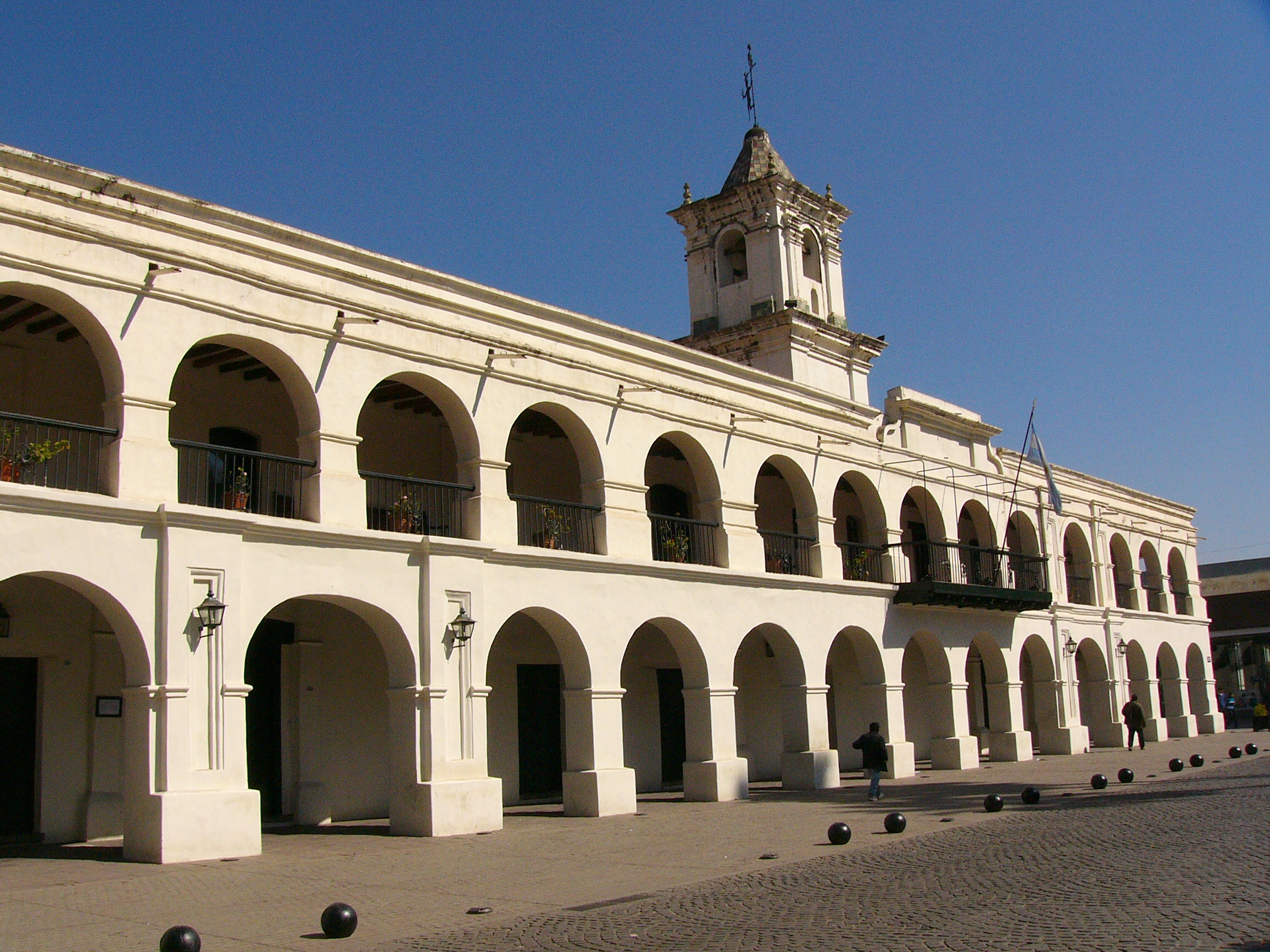
Cabildo de Salta.

La madre era María Úrsula Carolina de Quiñones y Arcos Arias-Rengel, siendo una descendiente de la aristocracia colonial del noroeste rioplatense, se había casado con Francisco Lezama hacia 1798, siendo hija de Ignacio de Quiñones Martínez (n. Sobrado de Galicia, Corona de España, 1740) y de su esposa María Leocadia Arcos y Arias-Rengel-Aguirre de León Montoya de Elizondo (n. Salta, ca. 1746).
Gregorio tenía tres hermanas menores, dos de las cuales eran las gemelas Josefa Dorotea y María Clemencia y otra de nombre Mercedes de Lezama y Quiñones que sería monja del convento de San Bernardo de las Carmelitas Descalzas de Salta.
“Goyo” de Lezama además tenía una hermana mayor llamada Isabel María de Lezama y Quiñones que se casó el 2 de febrero de 1821 en la ciudad de Paraná con el doctor José Facundo de Zuviría y Escobar Castellanos, constitucionalista en 1853 y con quien tendría seis hijos salteños.
Estos sobrinos directos de José Gregorio, a través de su hermana mayor, eran Carolina, los doctores Julio y Mariano Fenelón de Zuviría Lezama, quien fuera abogado, ministro del Gobierno cordobés, vocal del Superior Tribunal de Justicia provincial, juez federal de Rosario, diputado nacional desde 1861 hasta 1868 y que se enlazara en segundas nupcias en Buenos Aires el 30 de agosto de 1874 con Carmen Nazaria Martínez Castro. Los sobrinos menores eran los doctores Ramón y José María de Zuviría Lezama, y el sexto sobrino era Salustio de Zuviría Lezama.
Gregorio era nieto paterno del hidalgo Manuel de Lezama y Vitoria (n. ib., e/ septiembre y noviembre de 1742) y María Manuela Ramona de la Torre y Tapia (n. ib., e/ abril y junio de 1737), bisnieto paterno por vía masculina de Asensio de Lezama y Ezcurra (n. ib., ca. 1701) y de su mujer Juana Agustina de Vitoria y Gochi (n. Bilbao-Abando, e/ junio y 20 de septiembre de 1705) y también, bisnieto paterno por vía femenina de Diego de la Torre y Tapia (n. Abando, 10 de octubre de 1700) y de Teresa de Tapia y Zorrozgoiti (Baracaldo, e/ julio y 14 de octubre de 1710 - ib., 5 de agosto de 1789).

### El clan Lezama en la transición colonial

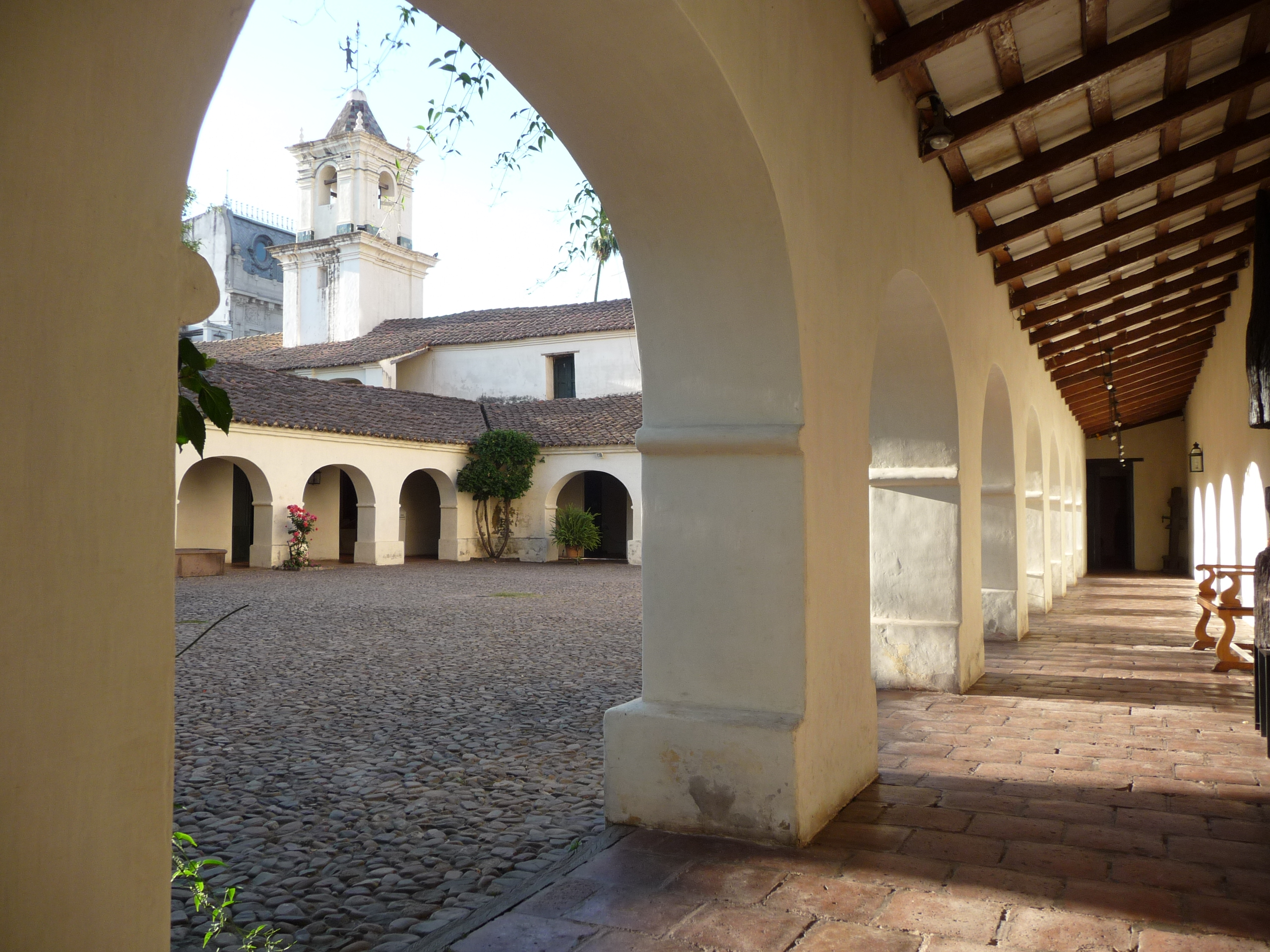
Patio interno del cabildo salteño.

Su tío paterno era Juan José de Lezama y de la Torre (n. Baracaldo, e/febrero y abril de 1779), que siendo el tercer hijo fue bautizado el 14 de abril del año de nacimiento por los padrinos José de la Torre y María Josefa de Urquiza, y al igual que su hermano segundogénito Francisco Asensio, se había radicado en la ciudad de Salta y se unió en matrimonio hacia 1800 con su concuñada Petronila de Quiñones y Arcos Arias-Rengel (n. Salta, e/ abril y junio de 1779) —segunda hija del matrimonio ya citado, siendo Petronila bautizada el 17 de junio del año en que nació— y quienes concibieran tres hijos en la ciudad de Salta.
De estos tres primos salteños de José Gregorio, por parte de ambos tíos enlazados, paterno y materna, era la segundogénita Dominga de Lezama y Quiñones (ib. ca. 1805 - m. Sucre, ¿?) casada en Chuquisaca con el coronel altoperuano José Gabriel Téllez, la tercera era María Carlota de San José de Lezama y Quiñones (n. ib. e/ octubre y noviembre de 1806) en nupcias en 1829 en la iglesia San Miguel de Sucre con el teniente graduado boliviano Vicente de Cabiedes y Lemoine.
El primogénito de los primos era Pedro José Cesáreo de Lezama y Quiñones (Salta, e/ 1º y 24 de febrero de 1802-Santiago del Estero, 1839) enlazado en Santiago en enero de 1832 con Eugenia de Olivera (n. Santiago del Estero, ca. 1812) quienes también tendrían dos hijos: el comerciante y diputado nacional Fenelón Gregorio Lezama y Olivera (Santiago del Estero, e/ octubre y diciembre de 1832-Córdoba, 18 de junio de 1906) y el agrimensor Pedro José Ignacio Lezama y Olivera (Buenos Aires, 1835-ib., 1868).
De esta forma, Petronila de Quiñones también era tía de José Gregorio aunque por vía materna, y por lo tanto entendiéndose con esto, que los dos hermanos vascos-españoles estaban enlazados con dos hermanas salteñas de ascendencia gallega, castellana y extremeña. Esto explicaría por qué los hermanos Pedro José Cesáreo, Dominga y María Carlota y sus primos paterno-maternos José Gregorio de Lezama Quiñones, al igual que sus hermanas Isabel María, Mercedes y las gemelas, si bien eran primos entre sí, se tratarían como hermanos.

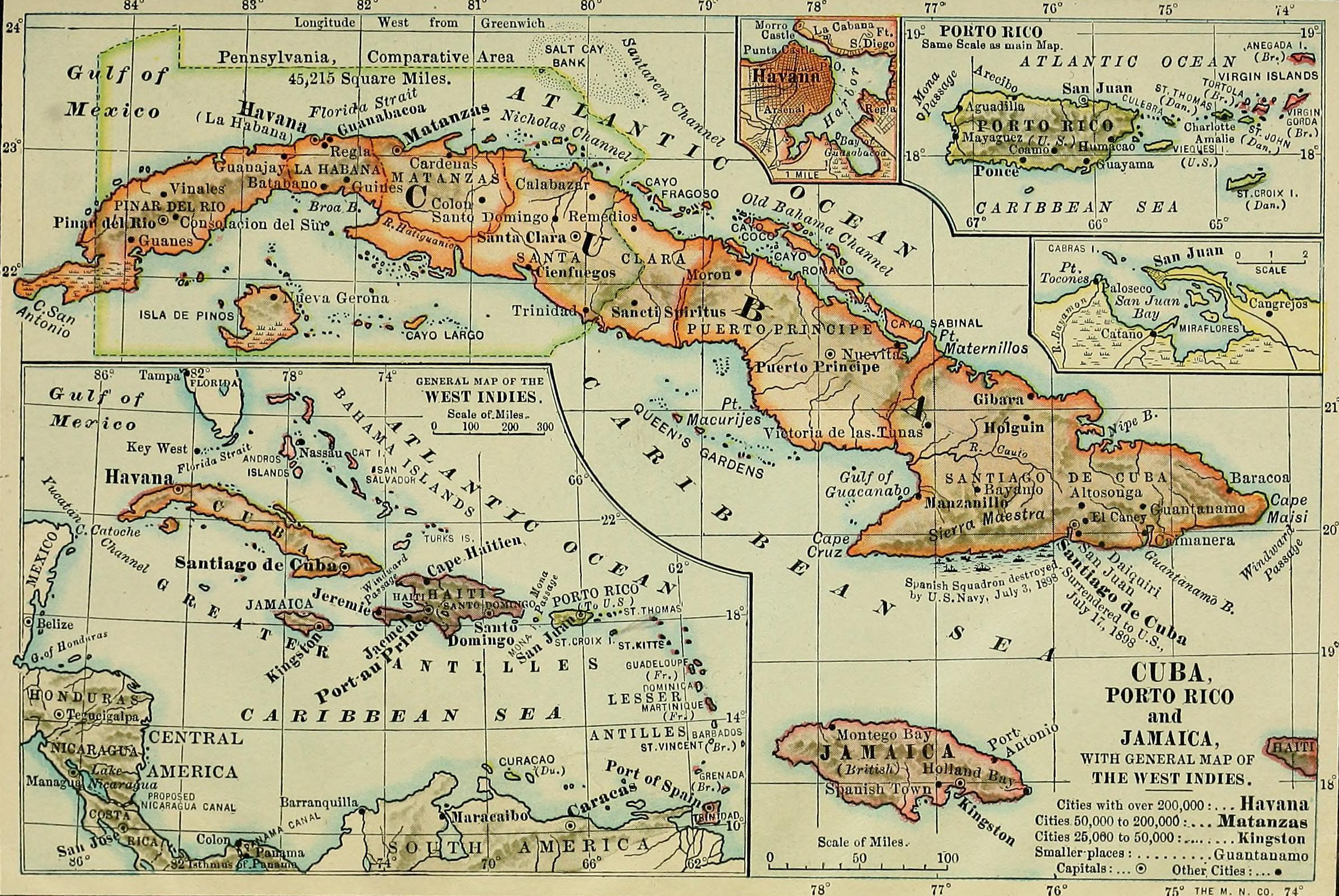
La Capitanía General de Cuba que formó parte del Imperio español hasta 1898.

El primogénito de sus tíos paternos que siempre residiría en el Reino de España se llamaba Manuel de Lezama y de la Torre (n. Baracaldo, 1765) que se había enlazado en su ciudad natal en 1803 con María Juliana de Arana y Chavarría (n. ib., 1786) y quienes concibieran a José María Lezama y Arana (n. ib., ca. 1810) que se unió en matrimonio con Severina de Tapia y Urcullu (n. ib., 1813). La rama familiar de este último se instaló en la Capitanía General de Cuba hacia 1865 a través de su hijo José María de Lezama y Tapia (n. Baracaldo, 1845) que se casaría en La Habana hacia 1880 con la cubana Eloísa Rodda y Méndez (n. ca. 1860). Este sobrino segundo de José Gregorio, fue padre del coronel de artillería cubano José de Lezama y Rodda (n. La Habana, 1886) quien además de militar, era ingeniero y arquitecto, y que enlazado con Rosa Lima Rosado tuvieran tres hijos: Rosa, Eloísa y el literato José Lezama Lima.

Territorios del este de la intendencia de Buenos Aires en 1801, mostrando las perdidas Misiones Orientales, la Mesopotamia argentina y la Banda Oriental.

Su tío abuelo paterno fue el rico comerciante vasco-español José de Lezama y Vitoria (n. Baracaldo de Vizcaya, ca. 1750) —un hijo de los ya citados Asensio de Lezama y Ezcurra (n. ib., ca. 1701) y de Juana Agustina de Vitoria y Gochi (n. Bilbao-Abando, e/ julio y noviembre de 1705)— y cuya esposa era Isabel de Garay (n. Baracaldo, ca. 1760). Ambos también pasaron en el año 1800 al virreinato rioplatense, llevando consigo a sus tres hijos: Francisco (n. ib., ca. 1780), Manuel de Lezama (n. ib., 1785) y José Ramón de Lezama Garay (n. ca. 1790).
Estos tres tíos segundos de Goyo Lezama Quiñones, luego de la Revolución de Mayo, pasaron a ser propietarios de una compañía comercial en la ciudad de Montevideo de la gobernación homónima que a su vez formaba parte de la entonces intendencia bonaerense, y en el año 1812 ya poseían cinco tiendas valoradas en 26.569 pesos de plata, o bien 212.552 reales. El segundogénito Manuel de Lezama Garay se unió en matrimonio en la ciudad citada el 25 de septiembre de 1814 con María del Carmen Carballido (n. ca. 1794), siendo sus padres Ignacio Carballido y Lucía Bayolo, y con quien tendría seis hijos: Román (n. Montevideo, ca. 1816), Pedro de Lezama Carballido (n. ib., ca. 1819), Vicente (n. ib., ca. 1822), Clodomiro (n. ib., ca. 1825), Isabel de Lezama Carballido (n. ib., ca. 1828) y Ramona (n. ib., ca. 1831).
El tercero de los tíos segundos de Gregorio Lezama era el rico comerciante José Ramón de Lezama y Garay (n. Baracalo., ca. 1790) que se unió matrimonio con su concuñada rioplatense Manuela Carballido (n. ca. 1805) y con quien tendría dos hijos: Pedro Manuel Salustiano y Luis Lezama Carballido (n. ib., 1853).

### Participación con la familia en el Éxodo Jujeño

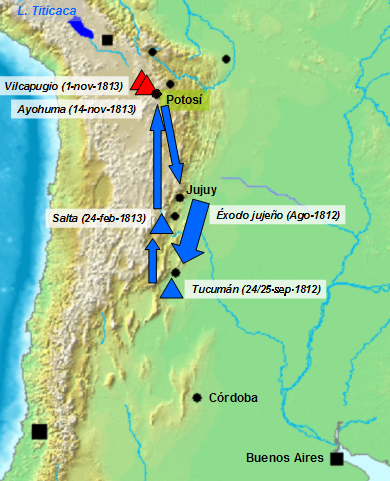
Mapa del Éxodo Jujeño.

En el mes de mayo de 1812, cuando el joven Lezama tenía solo 10 años de edad, el general Manuel Belgrano al mando del Ejército del Norte de la segunda expedición auxiliadora al Alto Perú en la Guerra de la Independencia Argentina, había establecido su cuartel general en la ciudad de Jujuy, ubicada en la desembocadura meridional de la Quebrada de Humahuaca ya que fuera la ruta principal de las invasiones desde el Alto Perú que había sido anexionado dos años atrás al virreinato homónimo, y por tanto, aún seguía en dominio español.
Enterado del avance del numeroso ejército realista, Belgrano reclamó al gobierno de Buenos Aires refuerzos para la resistencia pero no fue apoyado, debido a que las autoridades del Primer Triunvirato estaban más preocupadas en vencer a los realistas fortificados en Montevideo. Siguiendo las órdenes de Belgrano, los habitantes de Jujuy, a los que se sumaron algunos refugiados procedentes de Tarija y Chichas, abandonaron sus hogares y dejaron sin víveres a las tropas realistas.

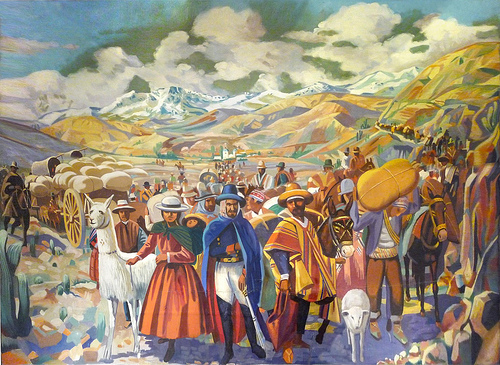
Imagen del Éxodo Jujeño

Estos fueron ayudados activamente por los hermanos vasco-españoles Juan José de Lezama y Francisco Asensio de Lezama quien fuera militar y cabildante, y sus familias respectivas incluyendo al joven José Gregorio, además de ser unos caballeros de muy destacada actuación en la sociedad salteña. El 23 de agosto del citado año, también el ejército procedió a retirarse —completando el Éxodo Jujeño— llevándose el ganado e incendiando las cosechas para desguarnecer al enemigo. Belgrano fue el último en dejar la ciudad deshabitada.
A pesar de ser su padre un emigrado peninsular en Salta, una vez que el general Belgrano que comandando el Ejército del Norte —junto al coronel Eustoquio Díaz Vélez— derrotara el 25 de septiembre del mismo año a las tropas realistas del brigadier Juan Pío Tristán en la batalla de Tucumán, Francisco Asensio de Lezama donó 13.000 pesos de plata o bien 104.000 reales, entre otros destacados vecinos salteños, en respuesta a la petición de socorro de Belgrano por la caótica situación económica que padecía la tropa victoriosa.
Vencidos los realistas en el enfrentamiento citado, volvieron al ataque en la batalla de Salta el 20 de febrero de 1813, y otra vez sufrieron una gran derrota, cayendo prisioneros el brigadier Pío Tristán, entre otros —inclusive el doctor español Gabriel Cuñado que pasaría a residir definitivamente en la villa de Jujuy— pero luego de jurar que no volverían a tomar las armas contra la revolución americana, fueron puestos en libertad.

## Comerciante y hacendado durante las diversas corrientes políticas argentinas

### Comienzo de sus actividades comerciales agropecuarias rioplatenses
Después del fallecimiento de Martín Miguel de Güemes el 17 de junio de 1821 y a temprana edad, con tan solo 19 años, “Goyo” Lezama comenzaba a viajar por las provincias, dedicándose a diversos negocios pecuarios. Durante el corto gobierno de Bernardino Rivadavia desde el 8 de febrero de 1826, Lezama alternaba entre Buenos Aires y Salta, realizando siempre fuertes actividades comerciales.

### Negocios mercantiles durante el segundo gobierno de Rosas

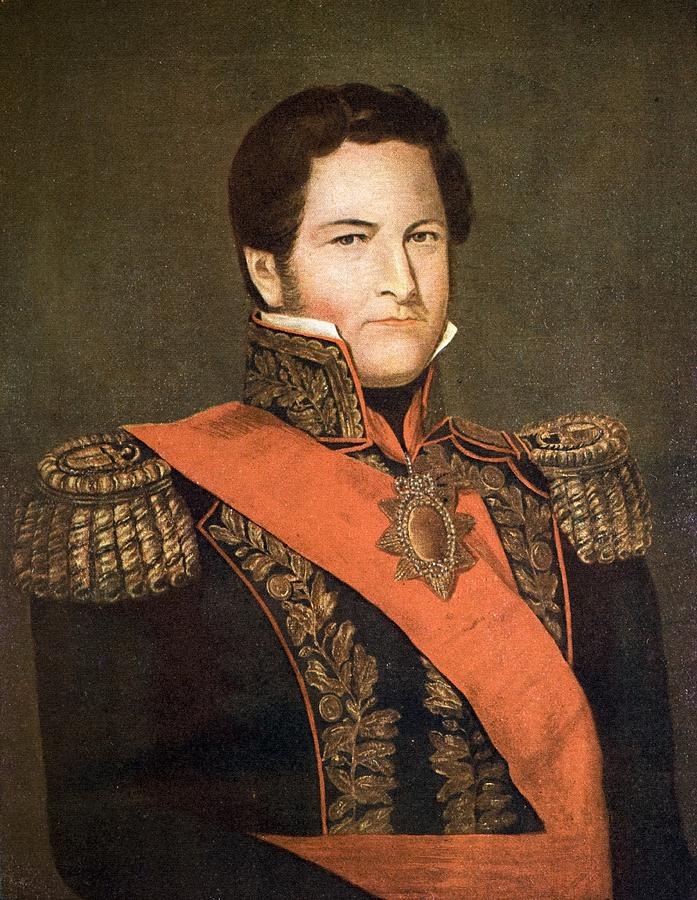
Juan Manuel de Rosas.

Pasando por la ciudad de Córdoba en 1837, cuando se dirigía hacia Buenos Aires, José Gregorio de Lezama que ya tenía 35 años de edad, se enteró del frustrado remate de las propiedades de los hermanos Reynafé —que habían sido acusados por la instigación del asesinato del 6 de febrero de 1835 del caudillo y brigadier general riojano Facundo Quiroga— y por cuya causa fueron sentenciados en aquel año por la justicia, durante el gobierno de Juan Manuel de Rosas, por lo cual fueron colgados dos de ellos, José Vicente y Guillermo Reinafé, en la plaza de la Victoria el 25 de octubre del citado año, ya que Francisco había logrado huir a Montevideo y José Antonio Reinafé había fallecido en la cárcel unos días antes.
A estos influyentes hermanos les habían embargado importantes propiedades, ganado y establecimientos agropecuarios en la provincia de Córdoba cuyo gobierno intentaba vender o subastar una vez fusilados, pero no hubo persona que comprara o pujara por ellos ya que era de mal augurio, en esa época, comprar bienes de algún difunto, haciendo bajar su valor real, y es aquí adonde Lezama emerge aprovechando un muy buen negocio, comprándolos a muy bajo precio y restándole importancia a los mitos o lo que pudieran decir de él en su ciudad natal.

### Traslado a Buenos Aires
Luego de establecerse definitivamente en la ciudad de Buenos Aires hacia 1839, terminó por amasar una gran fortuna. Su relación con Rosas no era muy buena al principio pero terminaron por hacerse muy buenos amigos.

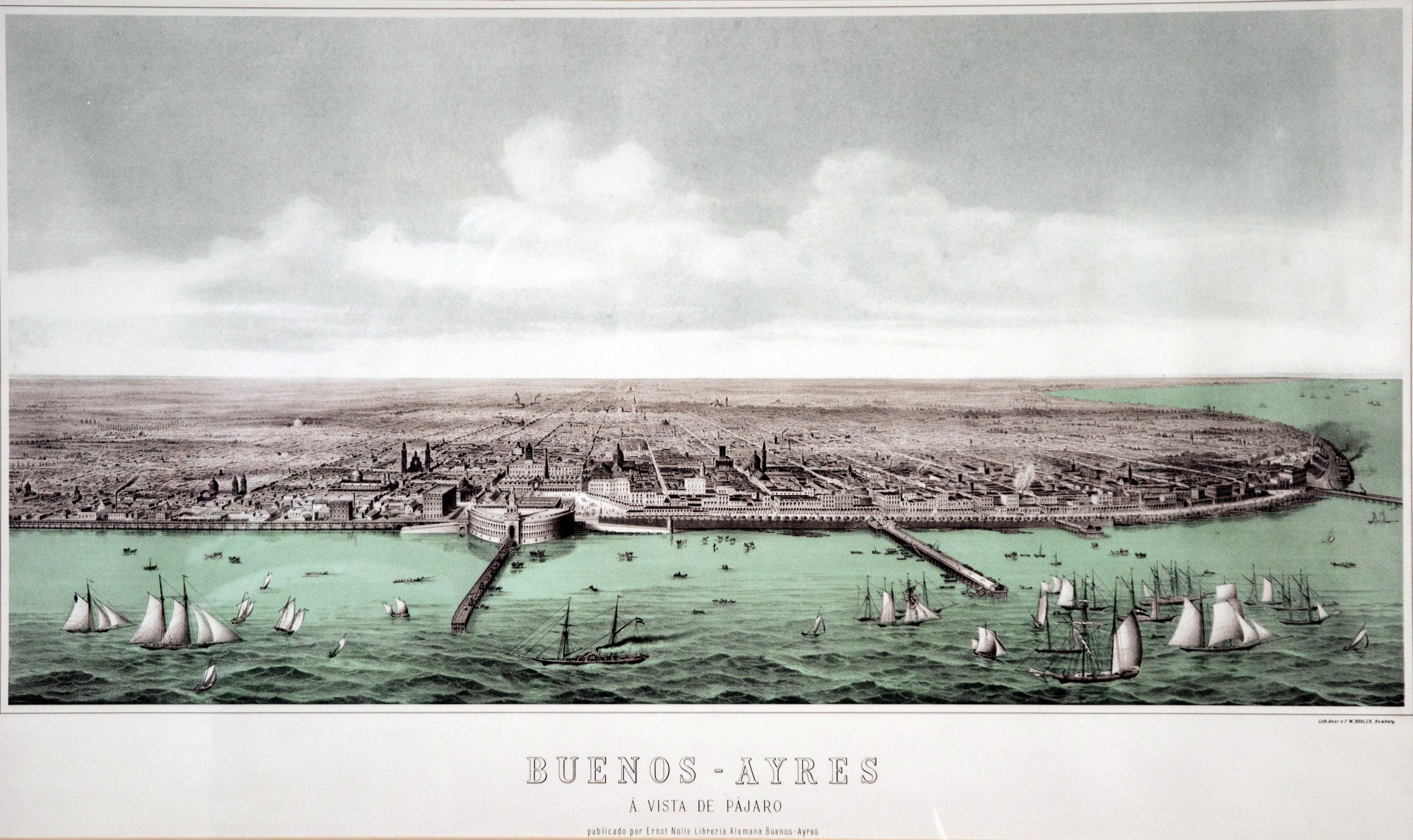
Buenos Aires a vista de pájaro (litografía de D. Dolin, ca. 1865).

Una vez derrotado el movimiento de los Libres del Sur en la batalla de Chascomús del 7 de noviembre de 1839 por el régimen rosista, la mayor parte de los estancieros y oficiales huyeron a la costa de la bahía de Samborombón, gracias a que el hacendado Gervasio José Ortiz de Rozas y López de Osornio —quinto hermano de Rosas— entre otros conspiradores que no habían participado del movimiento, dieran aviso a la escuadra bloqueadora francesa para que se acercara a la costa y pudieran embarcar a Montevideo, dando como consecuencias la confiscación de ganado, bienes y campos, además de haber mandado a arrestar a Gervasio por el cuarto hermano, el coronel Prudencio Domingo Ortiz de Rozas, mientras militares y algunos hacendados se unirían al ejército de Juan Galo Lavalle que al año siguiente invadiría Buenos Aires.
Al retirarse los unitarios de la provincia en dirección noroeste, fue liberado el hermano de Rosas pero varias estancias permanecieron abandonadas, facilitando la aparición de nuevos malones mapuches que ya habían mixogenizado a los tehuelches locales por influencia de los cuatreros chilenos realistas —mejor conocidos como los hermanos Pincheira que habían sido vencidos por el gobierno chileno en 1832— liderados por el nguluche Calfucurá, o sea, que desde la laguna de los cabrillos hasta el arroyo La Nutria Mansa en el sudeste bonaerense, había cesado toda actividad agropecuaria.

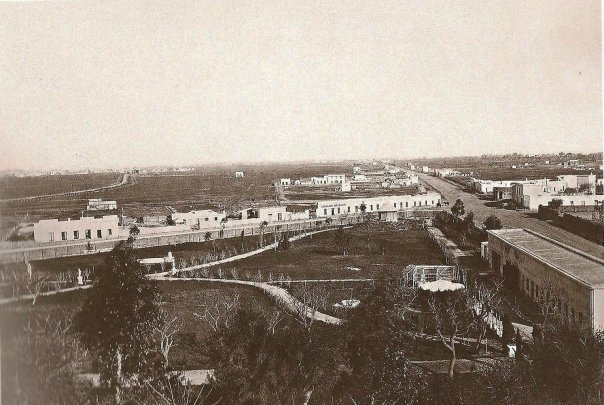
Vista de la zona sur de la ciudad de Buenos Aires, desde la Barranca Marcó, adonde se asentaba la quinta Lezama (1867).

En 1840 Lezama compró con Juan Nepomuceno Terrero —amigo, socio y futuro consuegro de Rosas— una estancia en el partido de Lobería Grande, en la zona de la hacienda de Patricio Lynch (fundada en 1819) de la provincia de Buenos Aires. También hizo amistad con el general Justo José de Urquiza, estableciendo una serie de negocios de ventas de mercadería y campos, tanto en la provincia de residencia como en la de Entre Ríos.
La situación antes citada de la campaña bonaerense fue aprovechada otra vez por José Gregorio Lezama en 1847 que volvió a comprar a bajo precio —a razón de 241 oz.Au/legua²— los campos confiscados del porteño Ladislao Martínez Castro y unos 500 vacunos a Marcelino, el hermano de aquel y su administrador en la entonces arrebatada estancia de «Laguna de los Padres» —cerca de la antigua misión jesuita de Nuestra Señora del Pilar que funcionó desde el 13 de noviembre de 1746 hasta el 1 de septiembre de 1751— además, ese importe total de unas siete mil quinientas onzas, podría pagarlo en cinco años, entregando al contado solo dos mil. En el año de 1850 compró también la estancia «La Armonía» y en 1852, la estancia «San Julián de Vivoratá», vendiendo las tres en agosto de 1856, en treinta mil onzas de oro —alrededor de unas 600 oz.Au/legua²— a una sociedad luso-brasileña, conformada por Irineu Evangelista de Sousa quien fuera el barón brasileño de Mauá que se quedaría con el 50%, siendo la otra mitad repartida por igual entre Pereira de Faria, Sa de Pereira, Figueredo y el portugués José Coelho de Meyrelles quien también era cónsul de Portugal en Buenos Aires además de ser el encargado de administrar las estancias y establecer el primer saladero.

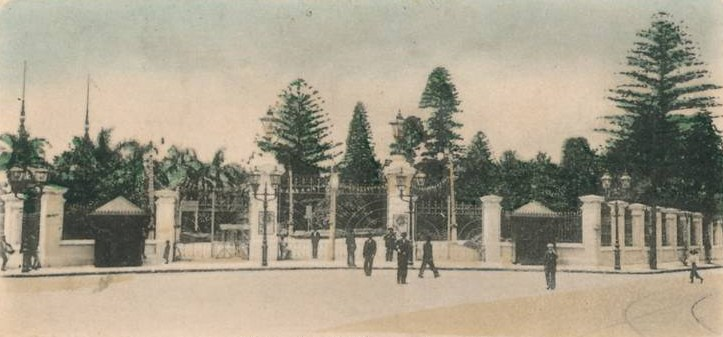
Antiguo portón de la quinta Lezama.

En 1852, José Gregorio también había comprado por 9.457 $F –pesos fuertes– un paraje de más o menos tres leguas cuadradas en el interior del río salado, llamado «Laguna de los Blandengues», lugar adonde se había establecido en 1816 Hermenegildo Martínez de Carmona que por decreto se le fue otorgado en 1818 para vendérselo en 1819 a Tadeo Almada, incluyendo el ganado. En 1826, a este último se lo compraron Mariano Baudrix y su socio Guillermo P. Ford quienes también compraran en este mismo año a Prudencio Rosas, 8.600 ha en Chascomús. Ford, en el año 1832, se terminó quedando con todos los derechos de la estancia “Blandengues” para ser su último propietario y quien lo transferiría, luego de dos décadas, al hacendado Lezama.
Gregorio de Lezama, mientras tanto, seguía haciendo frecuentes viajes a la República de Bolivia, llevando ganado e invirtiendo en orfebrería y objetos de gran valor para su venta en las ciudades de Córdoba, Paraná y Buenos Aires, en donde aprovechando su puerto, eran embarcados y dirigidos al entonces Reino de Francia. En estas actividades agropecuarias, sus primos hacendados José Ramón, su hermano Pedro José de Lezama Quiñones y su primo segundo Pedro Manuel Salustiano Lezama Carballido, y a partir de 1860, sus sobrinos agrimensores Pedro José Lezama Olivera, y su hermano Fenelón Lezama Olivera, lo acompañaban y apoyaban en sus labores comerciales, altruistas y filantrópias por todo el suelo argentino.

## Propietario de inmuebles y de diversas empresas

### La quinta Lezama y su historia

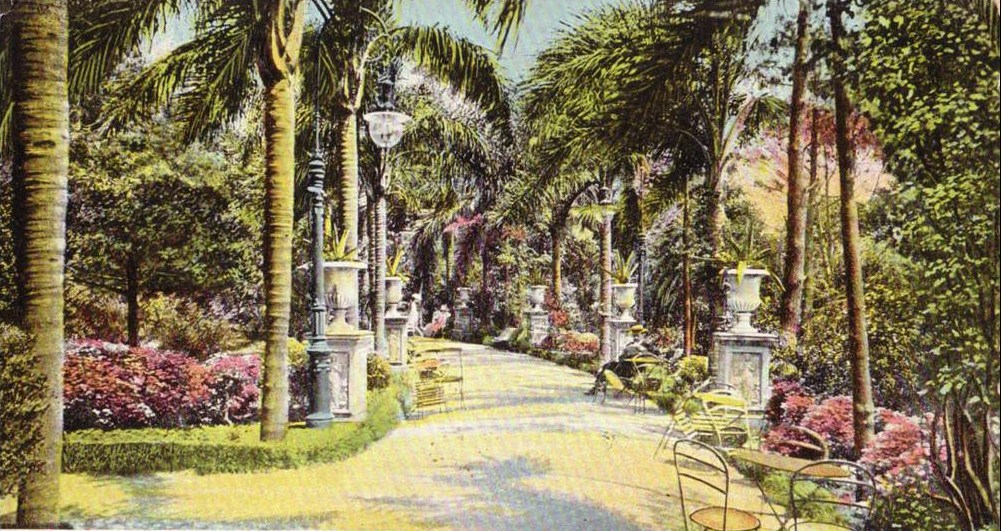
Vista de sendero y vegetación de la quinta, hacia fines del.

De esta manera, por su posición económica y social, Lezama terminaría por gozar de gran prestigio. Fue dueño de varias estancias y figuró en diversas empresas mercantiles argentinas, españolas y francesas.
En el mes de julio de 1857 José Gregorio de Lezama decidió comprar la «Quinta de los Ingleses» ubicada en la Barranca de Marcó del barrio Catedral al Sur, al comerciante norteamericano oriundo de Baltimore, Charles Ridgley Horne quien le había añadido terrenos e hiciera levantar un edificio más amplio y rico, que a su vez, lo había adquirido en 1846 a los descendientes del inglés Daniel Mackinlay —lo había adquirido por 19.000 m$n en subasta pública del año 1812— y por cuya nacionalidad que se evidenciaba por la bandera que enarbolara y el idioma de ambos, quedaría denominada por los porteños de esa manera.

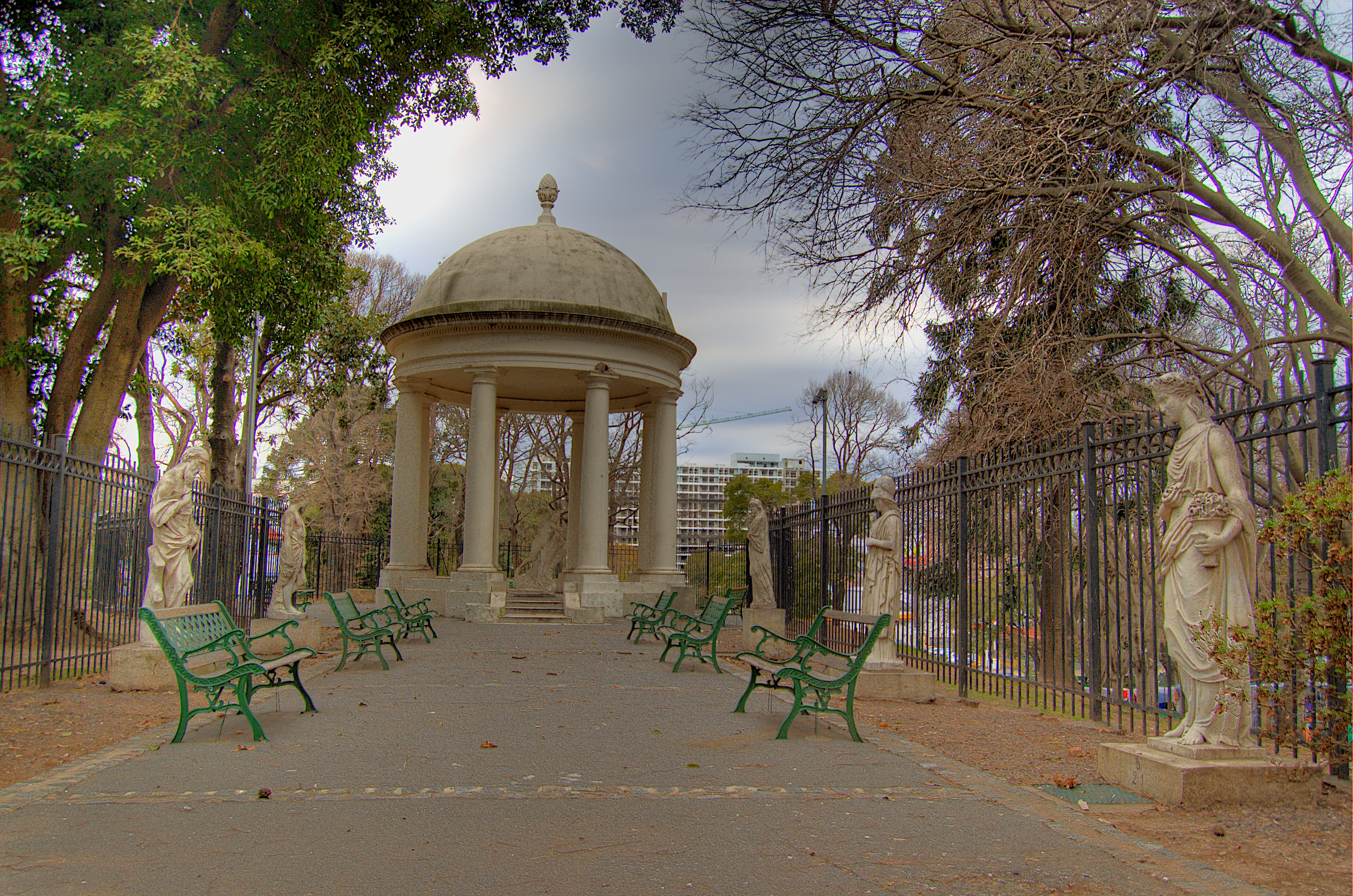
Templete griego con estatuas alegóricas de la Quinta Lezama.

Horne había hecho una muy buena amistad con Rosas habiéndolo nombrado como único corresponsal marítimo del puerto de Buenos Aires pero por esto también debió exiliarse en Montevideo, después de la batalla de Caseros, en 1852. De esta forma, la quinta abandonada por su propietario fue escenario de combates durante el sitio de Buenos Aires efectuado por Hilario Lagos y el 26 de abril de 1853, fue ocupada por una columna del ejército de Buenos Aires, apoderándose de su batería y provocando el bombardeo entre el bajo de la boca del riachuelo y la zona de Barracas adonde los sitiadores tenían otro emplazamiento de artillería en el Alto de la Convalecencia.
Muchos historiadores establecieron hipótesis de que esta barranca fuera el lugar de la primera fundación de Buenos Aires por Pedro de Mendoza en el año 1536 hasta 1541, año del abandono de la misma debido a los malones querandíes, pero dicha aseveración nunca fue corroborada.
Luego de la segunda fundación en 1580 por Juan de Garay, este lo integró en la extensa merced que cedió al capitán Alonso de Vera y Aragón, el Tupí, que al no haberla poblado como mandaba la legislación indiana fue nuevamente repartida por Hernando Arias de Saavedra en 1609, correspondiendo estas tierras al capitán Martín de Rodrigo. Hasta el siglo XVII, este lugar de la zona sur se la conocía como «El Bajo de la Residencia» que por diversas ventas, transferencias y testamentarias terminaron siendo a mediados del siglo XVIII, de María Josefa Bazurco y Herrera —hermana de José Antonio, el décimo obispo de Buenos Aires— de cuya sucesión ocasionó un largo pleito contra el albacea Juan Baltasar Maciel y Lacoizqueta quien había comenzado el fraccionamiento de la extensa propiedad en 1773 y habría tenido desavenencias con el entonces virrey rioplatense Nicolás del Campo.

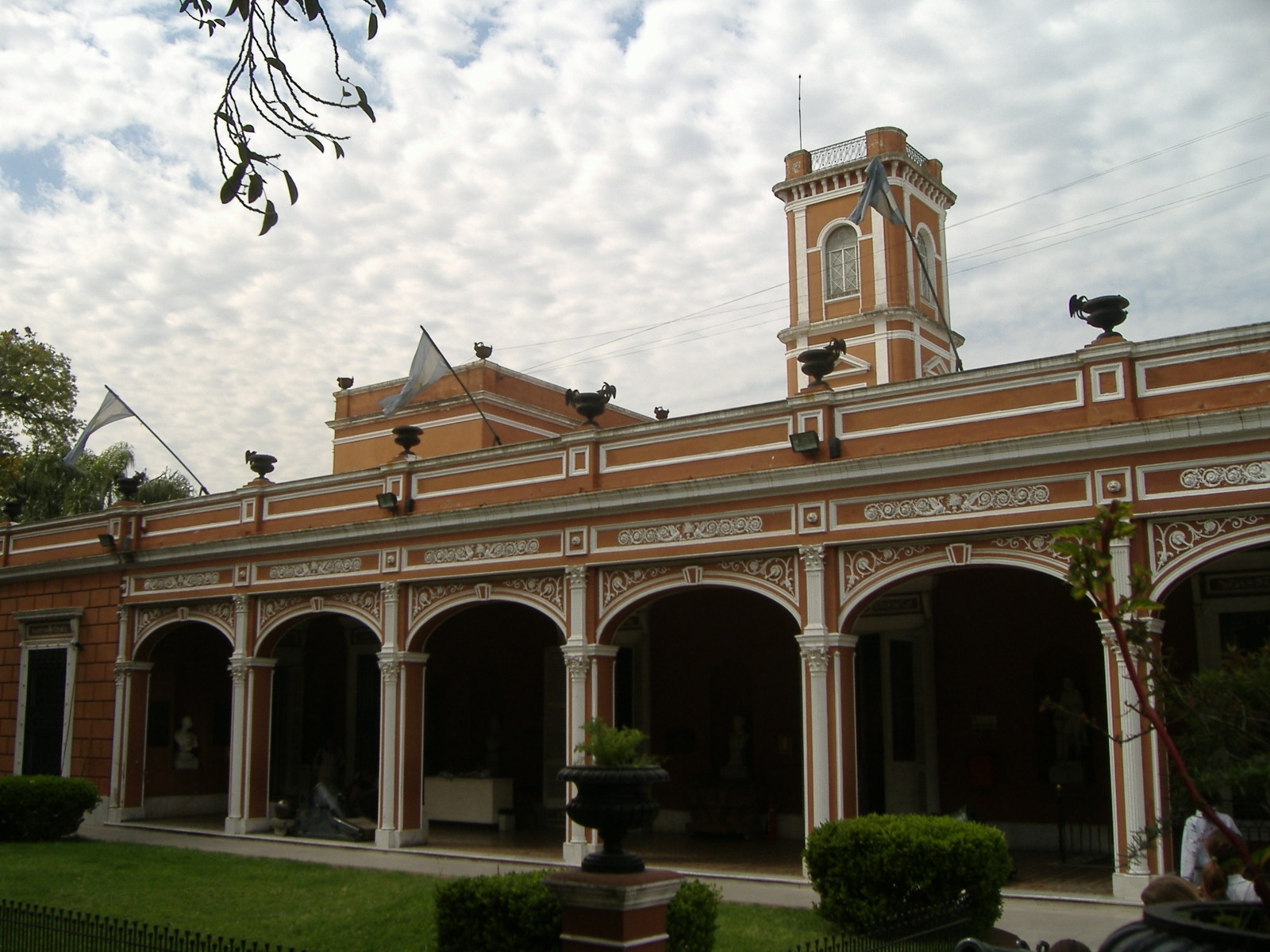
La mansión Lezama, hoy sede del Museo Histórico Nacional (Argentina).

Esta barranca fue adjudicada a Luisa Tadea Barragán, en cuyo lugar empezó a funcionar la primera fábrica de ladrillos, el primer molino de viento, se hicieron depósitos para almacenar mercaderías y hacia 1790, funcionó la barraca de la Real Compañía de Filipinas dedicada al comercio que privilegiaba el cultivo de exportación de añil, café, azúcar, especias y algodón. A principios del siglo XIX, por su popularidad era una zona elegida para vacacionar y la entonces aristocracia porteña empezaba a adquirir terrenos para edificar sus quintas. En 1802, Luisa Barragán se lo vendería a Manuel Gallego Valcárcel quien comenzaría la construcción de la casa-quinta. En 1806, durante la Primera Invasión Inglesa, el general William Carr Beresford entró por estas tierras y venció a las últimas fuerzas locales en esta Barranca de Marcó. Por este tiempo se la conocía como «La Punta de Doña Catalina» ya que era el límite meridional de la ciudad de entonces, hasta que Manuel Gallego falleciera en 1808, adquiriéndola en remate público en 1812 el ya citado Mackinlay, para luego terminar por convertirse en la hermosa «Quinta de los Lezama».
José Gregorio amplió y embelleció la casona transformándola en una hermosa mansión de arquitectura italianizante con galería exterior, hornacinas y un alto mirador por el que se podía observar el Río de la Plata y la ciudad, y en el terreno de más o menos setenta y seis mil quinientos metros cuadrados, siendo un gran aficionado a la floricultura, contrató al paisajista belga Charles Vereecke para parquizarla, e hizo construir hermosos senderos rodeados de plantas ornamentales exóticas y árboles que hacía traer de todas las latitudes, con macetones, columnas con estatuas de mármol y un templete griego, además de poseer un zoológico privado. Fueron muy famosas sus camelias, cuyas diversas variedades cubrían los canteros rodeados de arrayanes.
Pero luego de la epidemia de cólera en 1858, comenzaron sus litigios con la Municipalidad de Buenos Aires, al solicitar que se dejara sin efecto una orden de apertura de calles en su propiedad. Volvió a repetirse la misma situación en 1864 y otra vez durante la intendencia de Torcuato de Alvear en 1883 pero que no llegaría a concretarse.

### Los Lezama ante las epidemias y las campañas al Paraguay

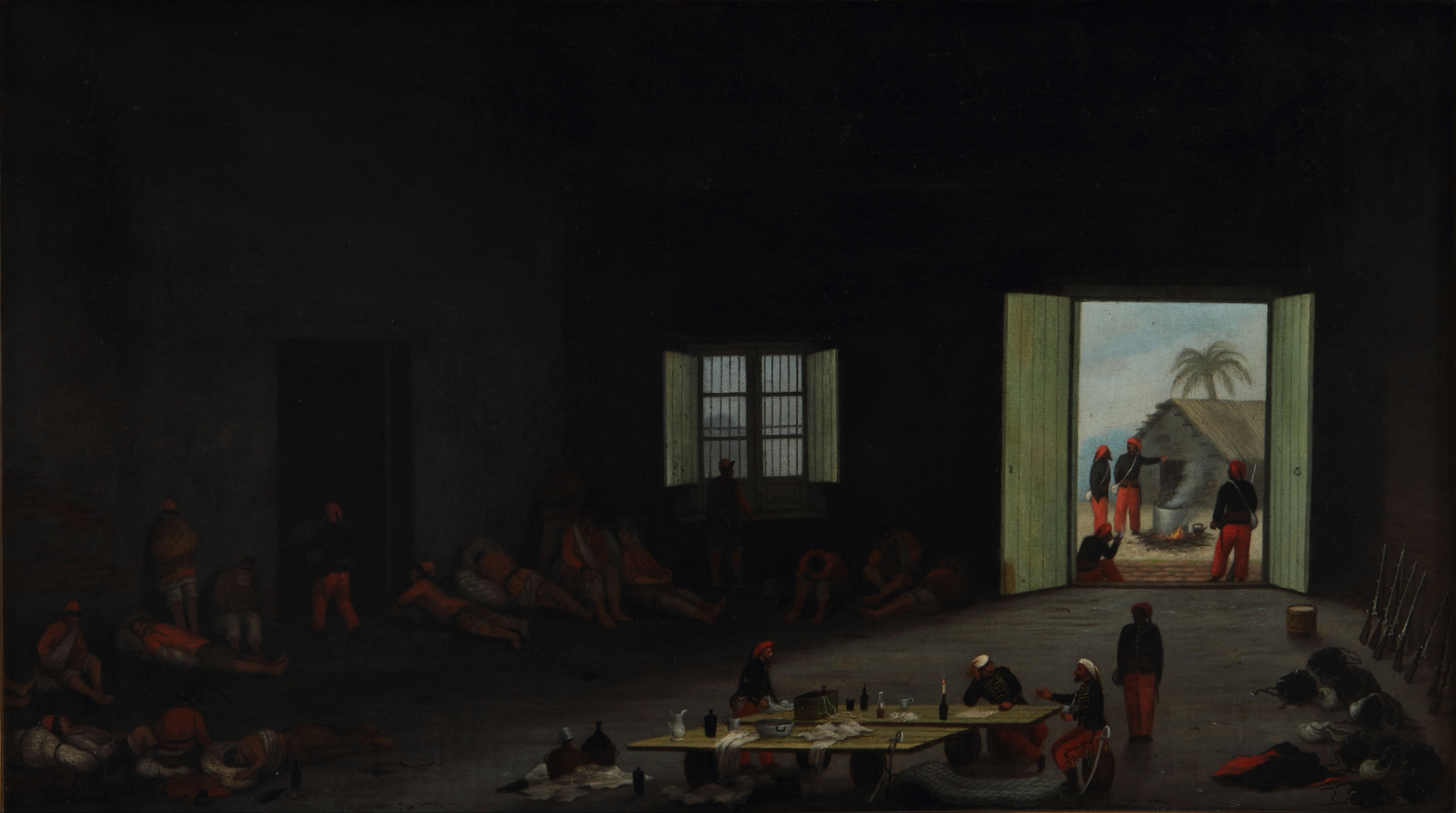
Soldados paraguayos prisioneros y heridos, durante la batalla de Yatay (por Cándido López)

Al surgir la epidemia de fiebre amarilla en marzo de 1858 que asolaba al barrio de San Telmo de la zona sur de la ciudad de Buenos Aires, Gregorio de Lezama hizo que fuera habilitada su quinta como lazareto.
Durante el conflicto bélico de la Guerra del Paraguay que había comenzado el 12 de noviembre de 1864, Lezama figuró como proveedor del Ejército Argentino durante las campañas militares. Los heridos eran atendidos en el «Hospital General de Hombres» por una comisión de voluntarios organizados por el doctor Juan José Montes de Oca, siendo estos, los médicos practicantes Antonio Manuel Silva Campero —primo hermano de Leandro N. Alem y tío segundo del futuro presidente argentino Hipólito Yrigoyen— y su íntimo amigo Tomás Liberato Perón —futuro abuelo del presidente Juan Domingo Perón— además de Luis Meléndez, entre otros.
Se conformó de esta manera una legión para sumarse al cuerpo de Sanidad Militar en la Guerra de la Triple Alianza, por lo cual le fue asignado el grado de sargento mayor al practicante Silva Campero quien después del pasaje de Paso de la Patria, con otros practicantes como Lucilo del Castillo, Eleodoro Damianovich, Ángel Golfarini, y junto al cuerpo médico del ejército compuesto por los doctores Hilario Almeira, Caupolicán Molina, Joaquín Díaz de Bedoya, Pedro Mallo, Francisco Soler, Manuel de Biedma y Francisco J. Muñiz, el cirujano Miguel Gallegos y unos cuantos más, les tocó servir en toda la campaña, compartiendo las penurias de los combatientes en las duras marchas a través de la provincia de Corrientes y el territorio paraguayo, además de los combates que siguieron.
El sargento mayor Silva Campero, al mando del teniente coronel Miguel Francisco de Villegas, estuvo presente en el año 1865 en el Sitio de Uruguayana y en la batalla de Yatay, al igual que en las de Estero Bellaco en 1866, junto al sargento mayor Dardo Rocha Arana y al entonces teniente primero Conrado Villegas, y también en la de Tuyú-Cué, el 3 de noviembre de 1867, adonde sufrieron una gran derrota las fuerzas aliadas comandadas por el general Bartolomé Mitre.
Durante la contienda bélica antedicha, que recién culminaría el 9 de marzo de 1870, el sobrino agrimensor que acompañaba a Gregorio en las actividades comerciales, llamado Pedro José Lezama Olivera que había sido iniciado el 19 de junio de 1866 en la logia Constancia N.º 7, una vez que se produjera la nueva epidemia en Buenos Aires en 1868, pero esta vez de cólera, prestó altruistamente servicios en la «Comisión de Ayuda a las Víctimas», aunque falleciera en plena labor de la misma.

### Participación en empresas ferroviarias argentino-británicas

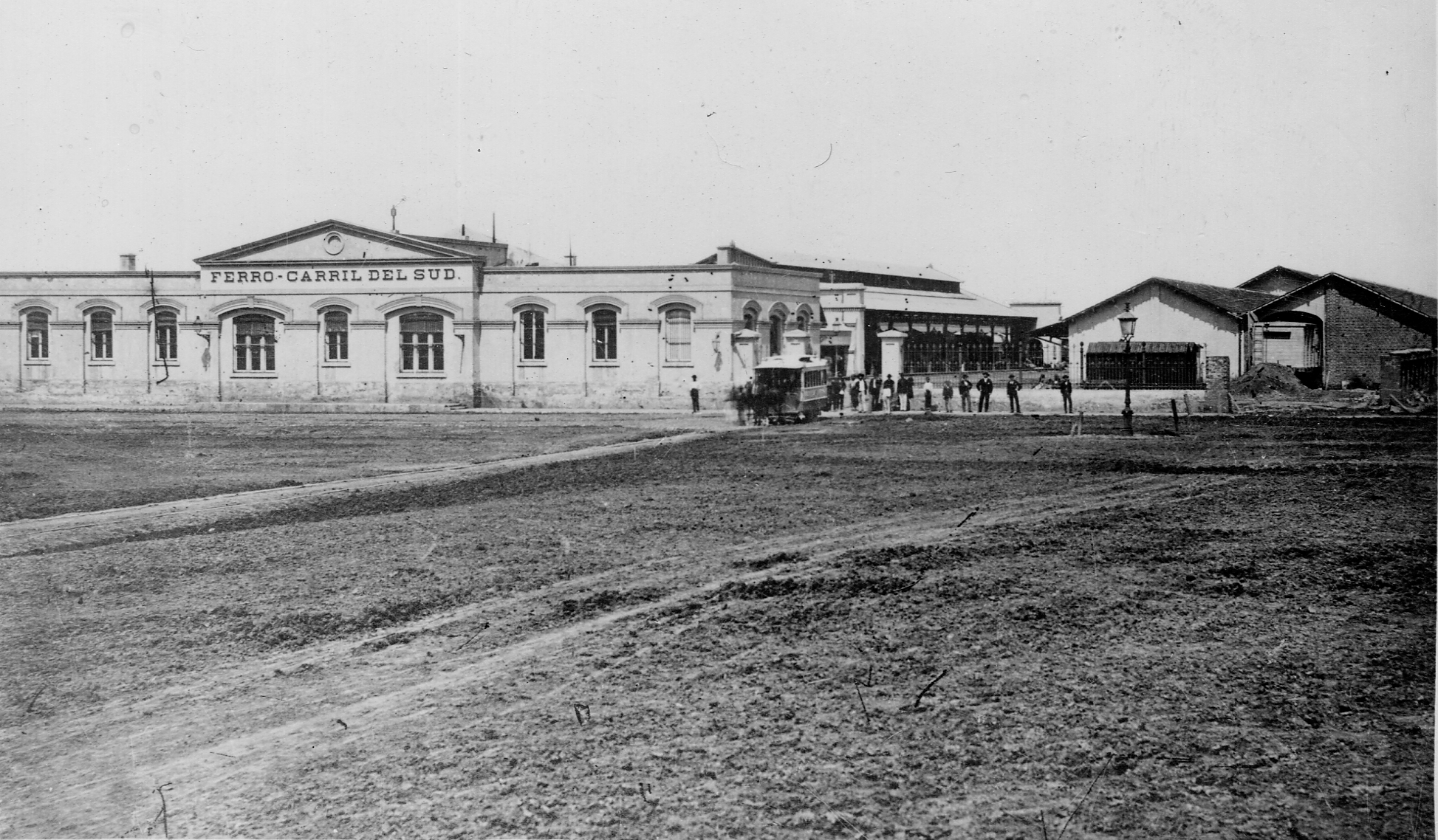
Estación Constitución I (1867).

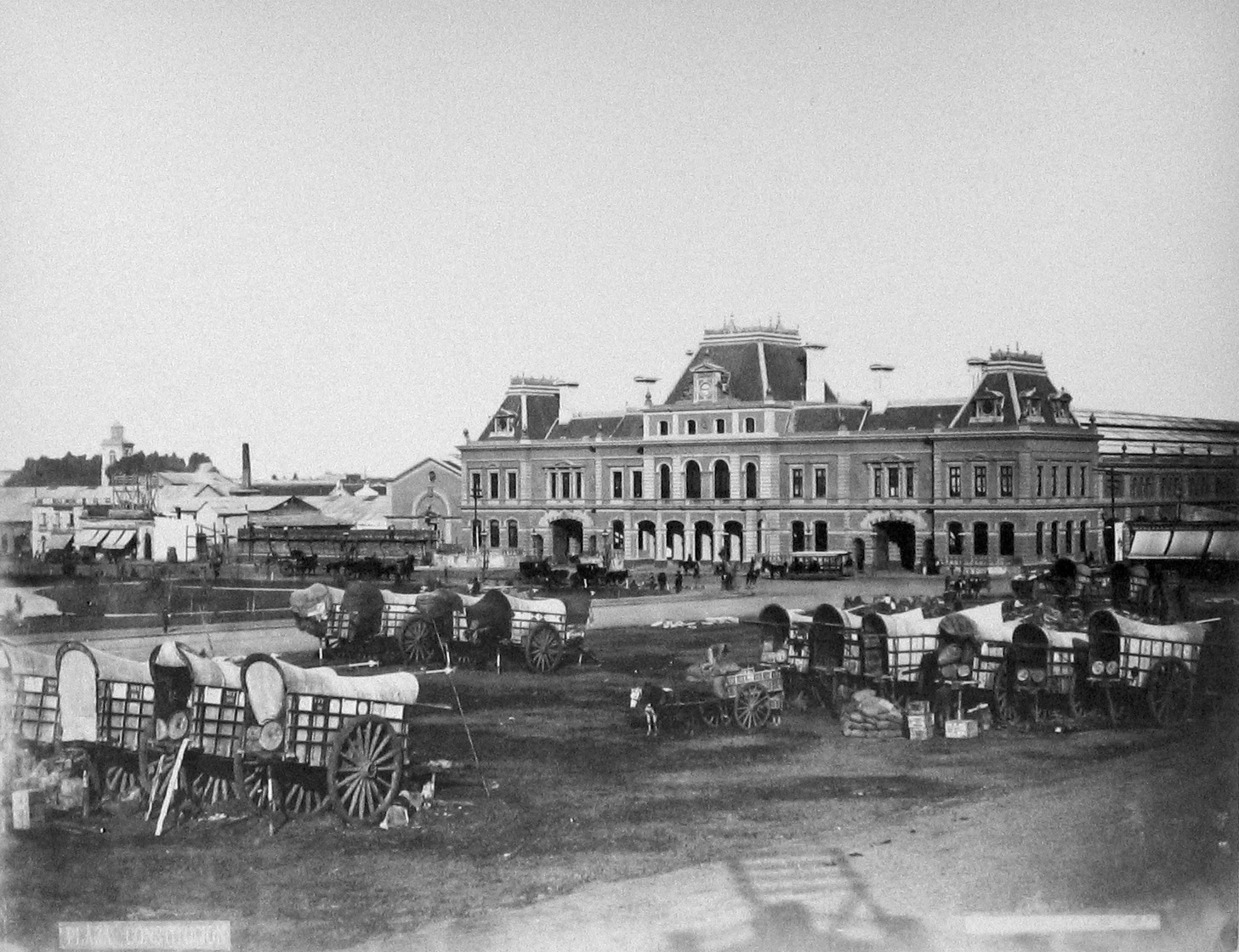
Constitución II cuyo edificio lucía color rosado, con las carretas estacionadas en el viejo mercado (1885).

Las empresas ferroviarias británicas como la “Buenos Aires Great Southern Railway (B.A.G.S.)” y la “Central Argentine Railway” fueron las compañías más importantes que lograrían las concesiones en la República Argentina.
La primera la consiguió para construir el Ferrocarril del Sud, siendo otorgada el 11 de junio de 1862, por la Legislatura de la Provincia de Buenos Aires, a un acaudalado hombre de negocios y propietario rural británico que ayudó al gobierno bonaerense a emitir varios empréstitos internos, llamado Edward Lumb, siendo su primer gerente general Edward Banfield.
La segunda empresa la lograría para la construcción del Ferrocarril Central Argentino (F.C.C.A.) de la línea Rosario a Córdoba, firmándose el contrato en 1863, y haciéndose cargo de las obras William Wheelwright. Fue esta la primera línea férrea respaldada por el gobierno nacional, que suscribió acciones por un monto de 200.000 pesos fuertes. También tuvieron participación la provincia de Santa Fe, el comercio rosarino y el general Urquiza.
El grupo que conformaba este proyecto del «Ferrocarril del Sud» estaba principalmente integrado por británicos y algunos argentinos, que por decreto provincial del 12 de agosto de 1863, el gobierno reconoció el costo por la suma de 700.000 libras, y aceptó la oferta de los siguientes empresarios: José Gregorio de Lezama, Martín Álzaga, Juan Nepomuceno Fernández, Tomás Armstrong, George Drabble, John Fair, Ambrosio Plácido de Lezica, Henry A. Green, Federico Elortondo y Henry Harratt quienes eran los garantes y algunos de ellos, directores también. La creación de este ferrocarril estuvo vinculada al desarrollo de la producción lanera para la exportación en la zona rural ubicada al sur de la ciudad de Buenos Aires.

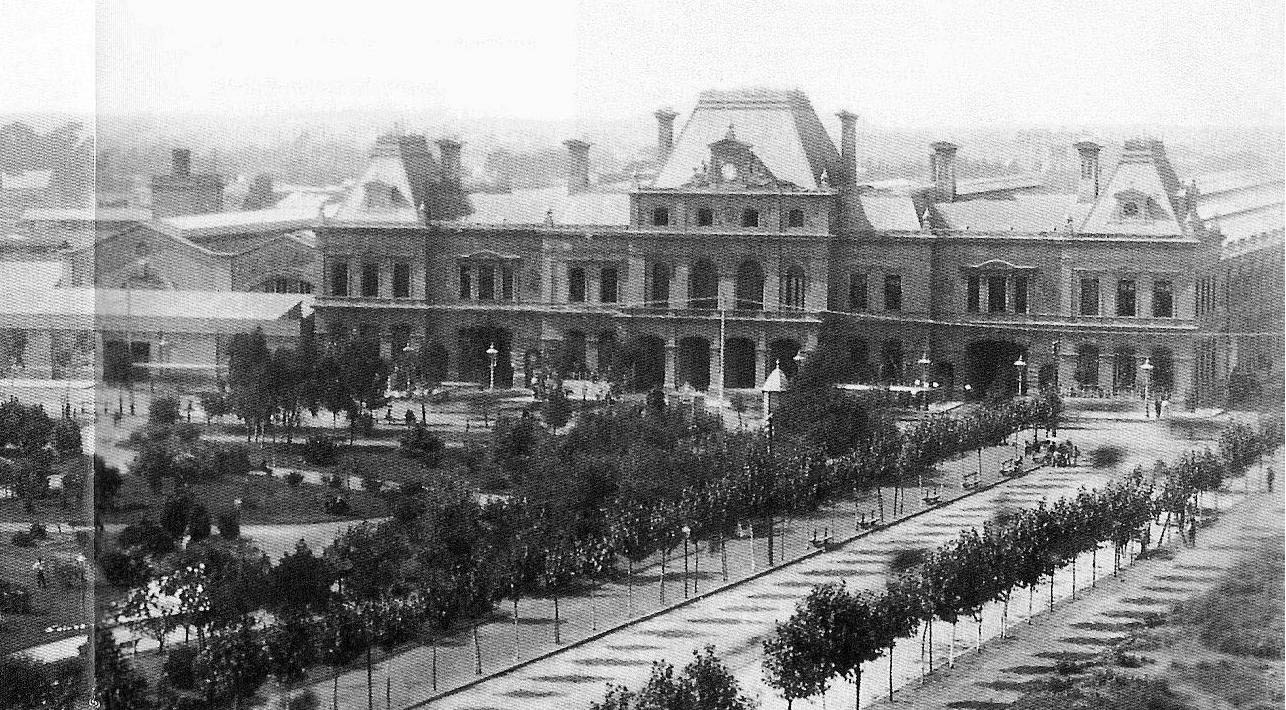
Constitución II, con el mercado ya transformado en plaza y la calle Lima Oeste cruzándola. (hacia 1890)

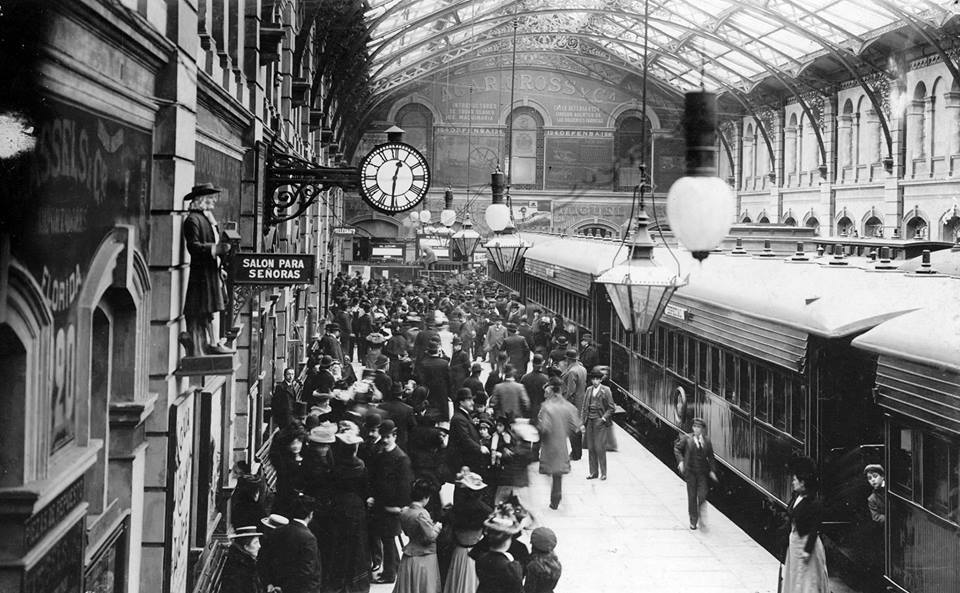
Plataformas de la antigua estación (1900).

El gobierno provincial garantizaría a la compañía un 7% de interés anual durante un período de 40 años para cubrir el costo de construcción y además incluía 40 años de exención impositiva. Los trabajos comenzarían el 8 de marzo de 1864 y finalizarían a fines de 1865.
El primitivo edificio de la Estación Constitución conocido como «Constitución I», era una construcción simple. El acceso público entraba por un costado y tenía solo dos plataformas, una de entrada y la otra de salida de trenes. En las inmediaciones, se levantaron galpones de madera con techos a dos aguas, destinados para el acopio de lana y para cargas en general, además de depositarse cuero y pasto, usado para alimentar a los caballos.
Las instalaciones se mantuvieron sin grandes modificaciones por más de dieciocho años, constituyéndose el ferrocarril como la mejor opción de transporte en franca competencia con las carretas que con el tiempo, se limitarían a hacer llegar los productos hasta la punta de riel. Luego la empresa instalaría el 3 de febrero de 1866, un servicio de tranvía a caballo que acercaba a los pasajeros desde el centro urbano de Buenos Aires hasta la citada estación que prolongaría en 1869 hasta la «Estación Parque» del Ferrocarril del Oeste (en el terreno del actual Teatro Colón). Esta línea luego sería vendida en 1872 a la «Compañía de Tranvías de la Ciudad de Buenos Aires».
Como se había extendido considerablemente la traza ferroviaria, provocaría la duplicación de la cifra de pasajeros y también el tonelaje de cargas, haciendo necesaria la construcción de un edificio de dimensiones acordes al nuevo volumen de usuarios. En 1883, la empresa encargó a los arquitectos ingleses Parr —de Strong & Parr, de Londres— el diseño de un nuevo edificio para la estación que se conocería como «Constitución II» construyéndose en lugar de la primitiva estación, más un predio de treinta y siete mil metros cuadrados.

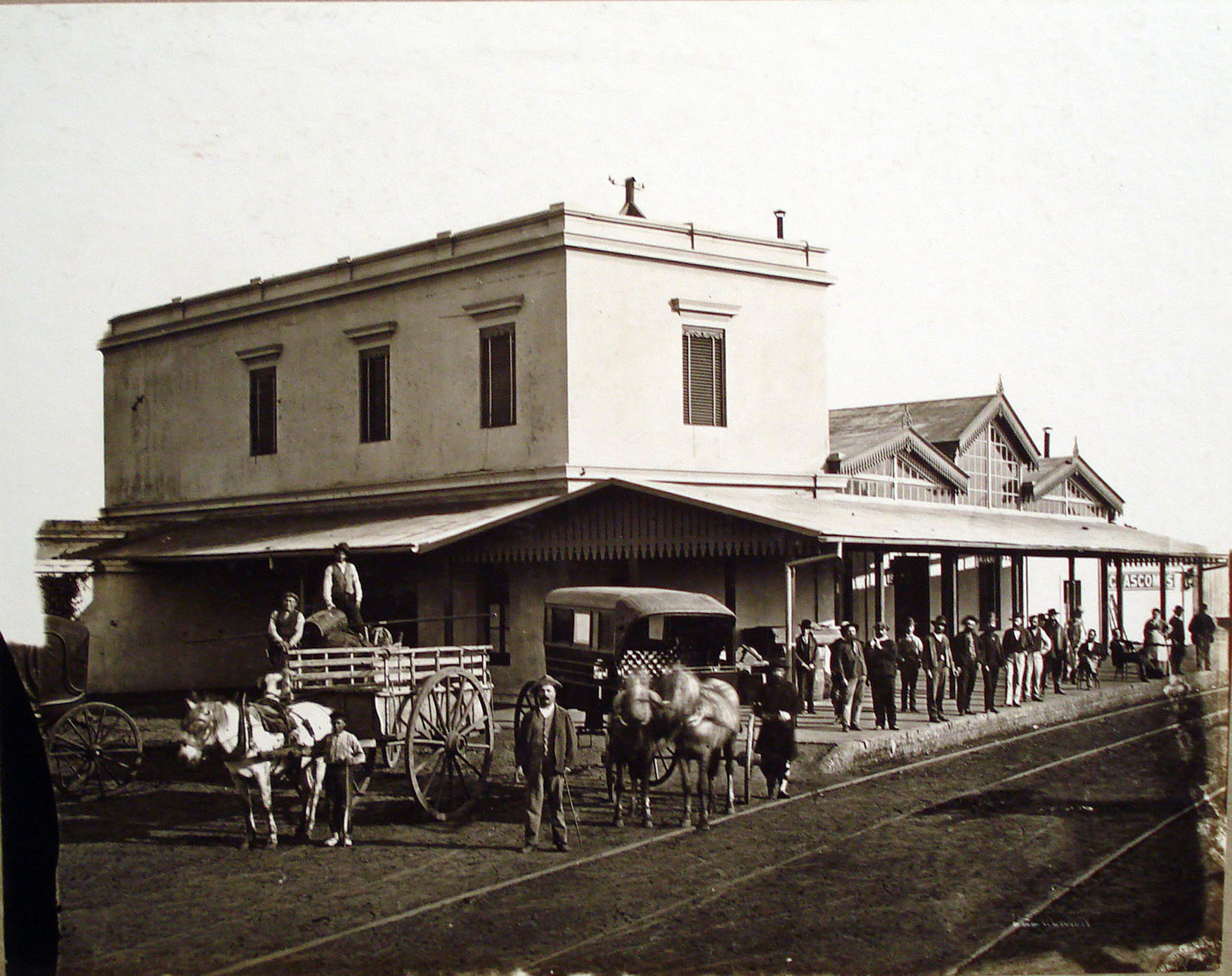
La Estación Chascomús (1875).

Lezama tenía una fuerte amistad con el inglés Henry Tomkinson Peake, casado con la argentina Virginia Mercedes de Alvear Sáenz de la Quintanilla —una hija del ex director supremo rioplatense Carlos María de Alvear— quien fuera pionero en la introducción de razas al país y que propulsó la construcción de un ramal de ferrocarril desde Luján a Rojas, en cuyo consorcio participó José Gregorio con un fuerte capital, al igual que otros amigos y socios como Saturnino J. Unzué y Torcuato de Alvear. Tomkinson era miembro de la Logia Docente y desde 1871, presidente del Banco de la Provincia de Buenos Aires, y su esposa era presidenta de la Sociedad de Damas Patricias Argentinas.
La línea del Ferrocarril del Sud tuvo una longitud de 116 kilómetros desde Buenos Aires hasta Chascomús, la ciudad de residencia de su primo segundo Salustiano Lezama quien fuera desde 1856 una de sus primeras autoridades municipales.

## Influencias sociopolíticas, filantropía y deceso

### Mentor de la formación del nuevo partido de Biedma
Gregorio Lezama fue uno de los que pidieron al gobierno del presidente Bartolomé Mitre, con quien tenía una muy cordial relación de amistad, la creación de nuevos partidos en el sur de la provincia de Buenos Aires, surgiendo así la ley 422 del 25 de octubre de 1865 que creaba de esta manera un nuevo partido.

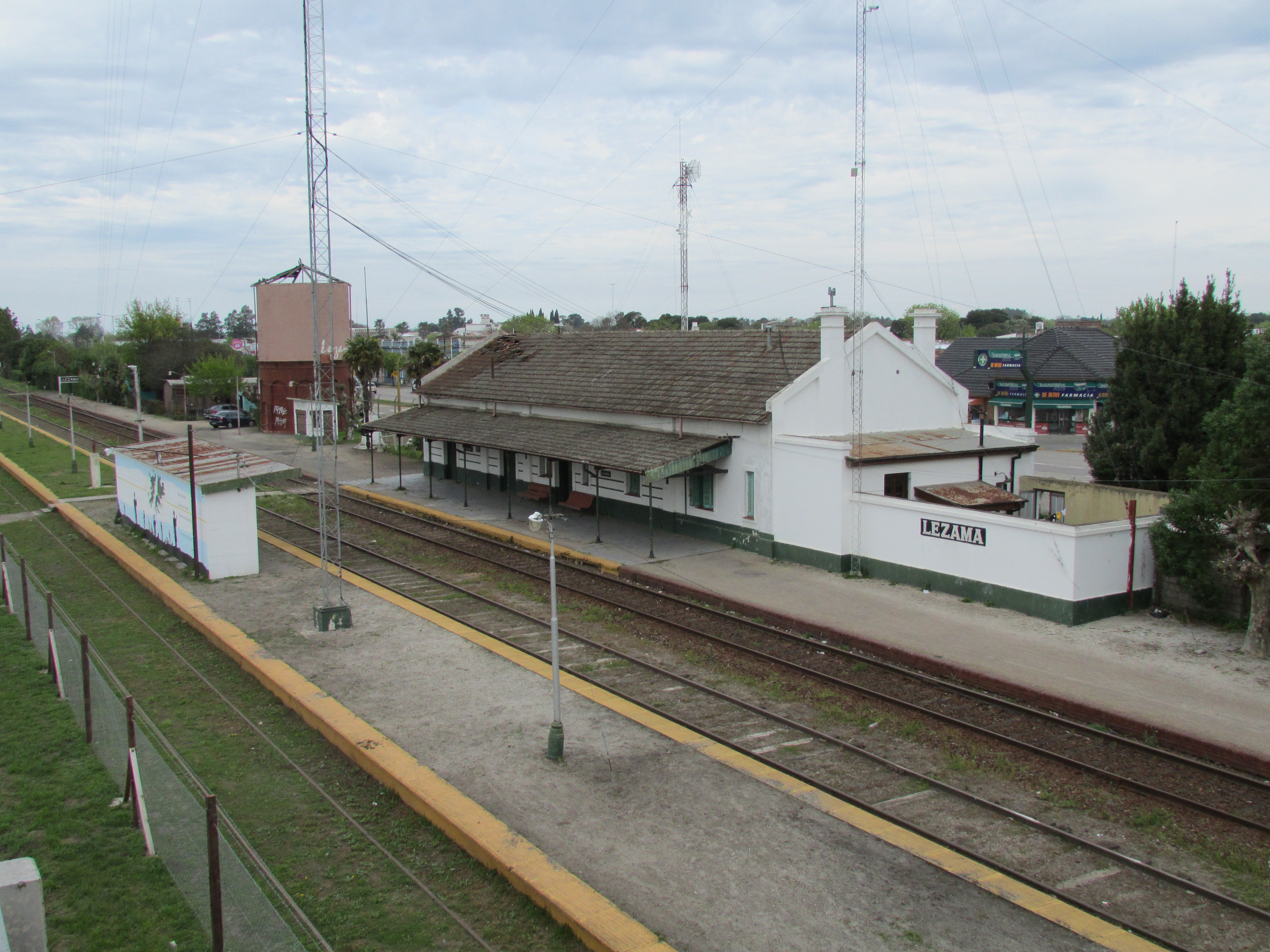
Estación ferroviaria de Lezama.

Entre todas sus estancias bonaerenses, Lezama había cedido tierras para el trazado y extensión de las vías férreas en 1874 y donó terrenos para la estación de ferrocarril que sirviera como base de la fundación de la capital del nuevo «partido de Viedma» (o Biedma) en 1876, ya que opinaba que no podía carecer de una población que hiciera de cabecera, concibiendo el primer loteo donde quedarían establecidos los lugares para la plaza principal —en la actual ubicación de la ciudad de Lezama— además de oficina de correos y dependencias municipales.
Las tierras de Viedma (o Biedma) terminaron siendo restituidas al partido de Chascomús al que habían pertenecido desde que fuera creado en 1808, siendo Juan Lorenzo Castro desde el 13 de enero del mismo año su primer alcalde de la hermandad, y que posteriormente fuese su primera autoridad municipal Salustiano de Lezama Carballido, el primo segundo ya citado de José Gregorio de Lezama Quiñones. La capital del partido era más antigua aún, ya que existiera como fortín desde el 30 de mayo de 1779.

### Filántropo y mecenas de literatos, escritores, artistas y científicos

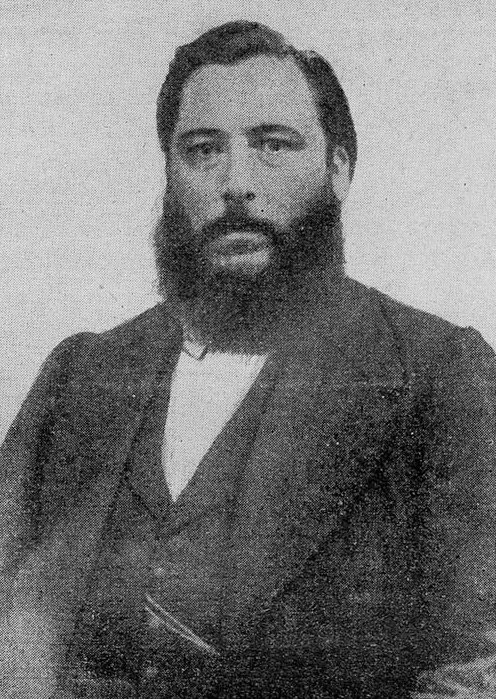
El poeta José Hernández.

Además de ofrecer propiedades por cuestiones humanitarias para que sean usadas como lazaretos, ceder terrenos para el trazado ferroviario y donar tierras para fundar nuevos pueblos, Lezama realizaba donativos exuberantes para la beneficencia pública e inclusive en 1857, formó parte de la comisión encargada de la suscripción para levantar una estatua en honor a Bernardino Rivadavia y además era considerado mecenas de diversos artistas y escritores, como ser el poeta José Hernández quien fuera autor de la obra “Martín Fierro”.
Se decía de Lezama que era muy dadivoso para con los pobres. También financió el trabajo de investigación del apicultor Germán Fassauer que publicó su primer libro en el año 1863, titulado: “La colmena en su estado actual. Conocimientos prácticos adquiridos durante muchos años de constantes observaciones”, y en el cual le hizo una cálida dedicatoria:

Señor D. José Gregorio Lezama, 
Presente.
"Señor de todo mi respeto: Tendría un inmenso placer de ver aceptada por Vd. la dedicatoria de este mi pequeño trabajo, como una manifestación sencilla pero inequívoca del aprecio que tanto vuestro muy humanitario carácter, como vuestras ideas altamente progresistas, han sabido inspirar al que tiene el honor de permanecer vuestro muy humilde
S.S.Q.V.M.B."
Germán Fassauer.

### Fallecimiento y testamento
El hacendado y filántropo José Gregorio de Lezama falleció en la mansión de su quinta homónima de la ciudad de Buenos Aires, el 23 de julio de 1889, dejando como única heredera de su gran fortuna a su viuda Ángela de Álzaga.
Había dejado un patrimonio de aproximadamente 18 millones de pesos Moneda Nacional (m$n) —unos 69 millones de dólares actuales— calculada como una de las más grandes riquezas del mundo para la época.

## Matrimonios y descendencia

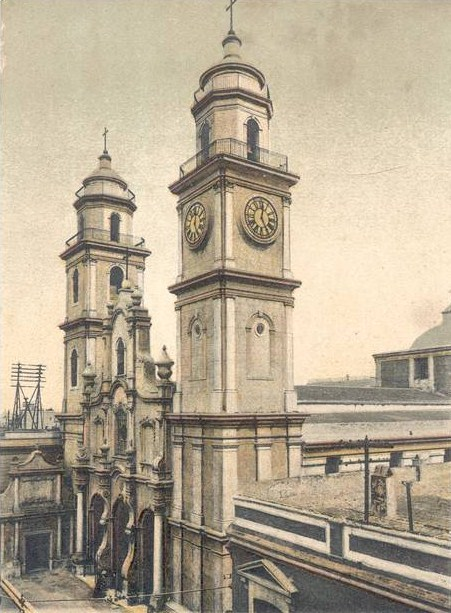
Iglesia de San Ignacio o «Catedral del Sur», en el.

El rico hacendado José Gregorio de Lezama Quiñones se unió dos veces en matrimonio:
- 1) - En primeras nupcias con María Carolina de Álzaga Llorente[75][76] (Buenos Aires, 3 de diciembre de 1822 - ib., 11 de enero de 1857), en la Catedral del Sur el 9 de noviembre de 1849,[2] siendo esta una hermana de Martín Gregorio de Álzaga,[77] que se enlazaría en 1864 con Felicitas Guerrero, e hijos del general Félix de Álzaga, además de ser nieta del último alcalde realista bonaerense Martín de Álzaga[78] quien fuera un hacendado vasco-español, héroe en las Invasiones Inglesas, acusado de la asonada homónima y curiosamente colgado en 1812 en la misma Plaza de la Victoria, dos décadas y media antes que los hermanos Reynafé. De este primer matrimonio con María Carolina —cuyos testigos[79] fueron Juan Nepomuceno Terrero representando al “Restaurador de la Leyes” y Manuela Rosas Ezcurra, hija de Juan Manuel de Rosas— tuvo solo un hijo:

- Maximiliano Gregorio Lezama Álzaga (Buenos Aires, 24 de enero de 1851 - océano Atlántico, 27 de julio de 1878) que se dedicó a ser hacendado y al comercio como su padre pero, al viajar a Francia para atender los asuntos de la familia, no le sobreviviera ya que falleció joven en alta mar, viajando a Europa.

- 2) - En segundas nupcias con su joven cuñada Ángela Isaura de Álzaga Llorente[1][78][82] (Buenos Aires, antes del 25 de septiembre de 1832 - ib., 27 de enero de 1904), en Buenos Aires el 9 de noviembre de 1864,[2] que hacía relativamente poco tiempo que había enviudado también, el 2 de septiembre de 1861, de Mariano Félix Fragueiro Álzaga quien fuera su primo aunque de esta unión no pudieran tener hijos.

Este segundo enlace de José Gregorio Lezama no dio sucesores, y tal vez se concretara ya que una vez viudo quien criara al pequeño Gregorio era su misma tía Ángela que estaba casada en esa época, siendo ambos padrinos de bautizo.
Años después hacia 1857, también a su sobrina tercera de unos tres años de edad de nombre homónimo al de la hermana de José Gregorio, llamada Isabel Lezama Castro (Buenos Aires, 10 de enero de 1854 - La Plata, 1921) —enlazada con el escribano público Francisco Juan Silva Campero, para concebir entre otros al veterinario-agrónomo Antonio Manuel Silva Lezama quien como hacendado también administraba los campos de Dolores de los Álzaga Unzué, su familia política que también eran propietarios del palacio porteño homónimo— cuyo hermano era Salustiano Augusto Lezama Castro (n. Chascomús, 15 de mayo de 1865) e hijos del hacendado Pedro Manuel Salustiano de Lezama Carballido y de su esposa uruguaya Isolina David Castro, y nieta del rico comerciante español José Ramón de Lezama Garay —un primo hermano del cabildante salteño Francisco Asensio de Lezama, el padre de Gregorio— y de su esposa y concuñada Manuela Carballido quienes fueran también padres del joven comerciante agropecuario Luis Lezama Carballido.

## Parque Lezama y Museo Histórico Nacional

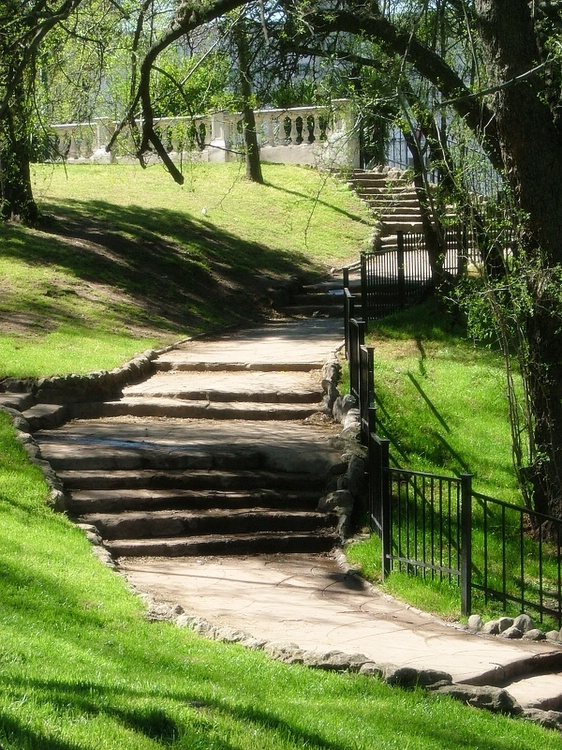
Parque Lezama.

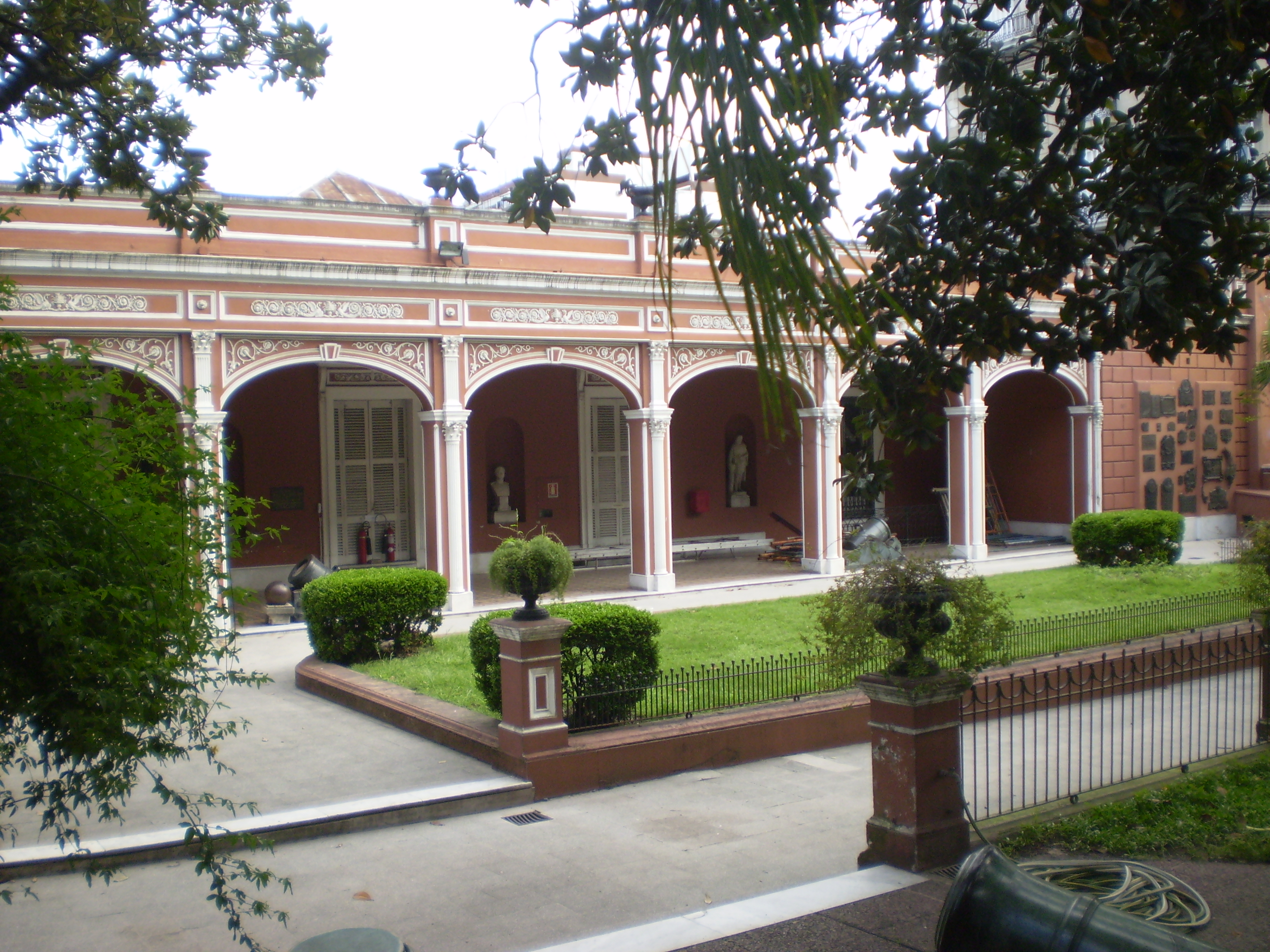
Museo Histórico Nacional.

Una vez fallecido Lezama, su viuda Ángela Álzaga vendió el parque y la mansión en 1894, por una cifra irrisoria, a la entonces Municipalidad de la Ciudad de Buenos Aires, con la condición de que se convirtiera en un espacio verde urbano que conservara el apellido de su difunto marido, naciendo así el Parque Lezama pero conservando el usufructo de la mansión por tres años más.
Al cumplirse ese lapso de tiempo, la administración municipal la transformó en la sede del Museo Histórico Nacional en 1897.
La ubicación del anterior edificio del museo desde 1894, era en el que fuera del Departamento Nacional de Agricultura que estaba instalado allí desde 1881 hasta esta última fecha citada.

Partido de Chascomús incluyendo en el vértice sur al partido de Lezama, hasta 2009.

Previamente a la mudanza del museo, en los terrenos circundantes, se había instalado el Jardín Botánico de Buenos Aires desde el 2 de septiembre de 1892 e ingurándose el 7 de septiembre de 1898, gracias a la «Dirección de Parques y Paseos» presidida por el arquitecto y paisajista francés Carlos Thays quien tomó posesión del edificio, una vez mudado el museo histórico al palacio de Lezama, desde el 11 de agosto de 1896 hasta 1898, para luego convertirse definitivamente en la sede de la administración, biblioteca y museo botánico.

## Partido y ciudad de Lezama
La viuda de Lezama terminó por vender las tierras y propiedades que le quedaba en el partido de Biedma, a una compañía inglesa.
El día 7 de febrero del año 1894, el gobierno municipal de Chascomús remite por nota al Ministerio de Gobierno de la Provincia de Buenos Aires los totales de inscriptos en el padrón electoral, anotándose para Biedma solo 332 personas contra los 1.171 habitantes de Chascomús. Cabe destacar que esta zona todavía no se había fundado siquiera la cabecera del partido, solamente existían algunos establecimientos como «La Azotea Grande» y «La Nueva Florida», entre otros. Estas presiones por parte del partido norteño llevaron a que las tierras destinadas al partido de Biedma, fueran nuevamente anexadas a Chascomús. Tal decisión fue adoptada por Decreto 2518 del 22 de diciembre, donde se derogó la creación del partido de Biedma.
En el año 1898 las tierras son compradas por Manuel José Cobo, fundando la estancia «La Belén», y posteriormente la de «Las Barrancas» en los mismos lugares que estaba proyectado fundar la capital del fallido distrito pero así mismo, fue surgiendo el nuevo «Pueblo y Colonia de Manuel J. Cobo».
Más de un siglo después el fallido partido integrado en el de Chascomús, lograría la independencia de su distrito que haciéndole honor a su buen nombre lo llamaron partido de Lezama, por la Ley Provincial sancionada el 22 de diciembre de 2009 por la Cámara de Diputados, al igual que a su centro administrativo, el «Pueblo y Colonia de Manuel J. Cobo», que le cambiarían al de ciudad de Lezama.